# Idealismus

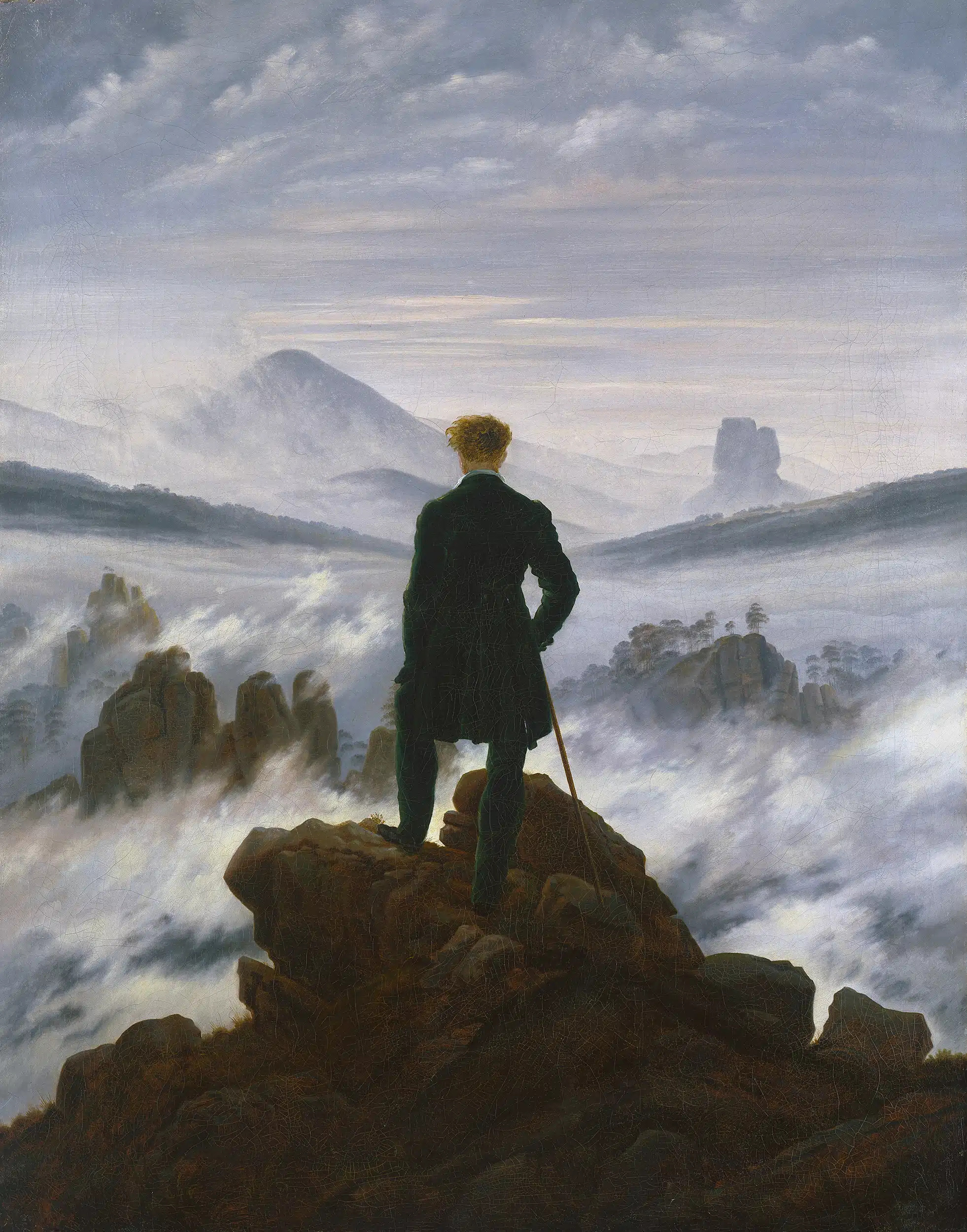
„Und am Ende sind wir ja beide Idealisten und würden uns schämen uns nachsagen zu lassen, dass die Dinge uns formten und nicht wir die Dinge.“ – Schiller in seinem letzten Brief an Wilhelm von Humboldt.

Idealismus (abgeleitet von griechisch ἰδέα „Idee“, „Urbild“) bezeichnet in der Philosophie die Grundposition, nach der die gesamte Realität auf Bestimmungen des Geistes zurückzuführen ist, unabhängig davon, ob es sich um Ideen, Anschauungen oder eher subjektive Bestimmungen wie „Sinneserfahrungen“ oder Gefühle handelt. Der philosophische Idealismus ist eine theoretische Position über das Wesen der Welt (Ontologie) und des Wissens (Erkenntnistheorie). Der Begriff „Idealismus“ wird semantisch vielfältig verwendet, zu Beginn des 18. Jhdts. grenzte er sich ab gegenüber dem Materialismus, dem Realismus und dem Empirismus. Er ist nicht zu verwechseln mit dem ethischen Idealismus, d. h. dem Streben nach einem ethischen Ideal in Bezug auf die Gesellschaft. Im alltäglichen Sprachgebrauch kann „Idealismus“ auch eine altruistische, selbstlose Haltung bezeichnen.
Man unterscheidet für gewöhnlich zwischen ontologischem Idealismus und erkenntnistheoretischem Idealismus. Der erste wendet sich gegen den Materialismus, der behauptet, dass nur Materie existiert. Der zweite steht im Gegensatz zum naiven Realismus, der behauptet, dass die Welt so existiert, wie sie sich uns darstellt. Während der ontologische Idealismus historisch den „objektiven Idealismus“ umfasst, für den die „objektive“ Welt spiritueller (Spiritualismus) oder intellektueller (Intellektualismus) Natur ist, stellt der erkenntnistheoretische Idealismus eine der Thesen des „subjektiven Idealismus“ dar, für den die Welt durch unsere Anschauungen von ihr geformt ist.
Sehr unterschiedliche Philosophen wurden als idealistisch bezeichnet, darunter Platon, Berkeley, Kant, Fichte, Schelling und Hegel. Ihnen ist gemeinsam, dass sie die Bedeutung des Begriffs der Idee unterstreichen, obwohl sie sich in der konkreten Bedeutung voneinander unterscheiden. Leibniz ist in Deutschland der erste Philosoph, der zu Beginn des 18. Jahrhunderts das Erbe des Idealismus für sich beanspruchte, über das er hinauszugehen behauptet. Er führe den Begriff des Idealismus zunächst zu didaktischen Zwecken ein, um die platonische Ideenlehre dem Materialismus von Epikur gegenüberzustellen. Immanuel Kant ist der erste Philosoph, der sein Denken als Idealismus bezeichnet und begründet damit die Tradition des Deutschen Idealismus.

## Definition

### Ontologischer Idealismus

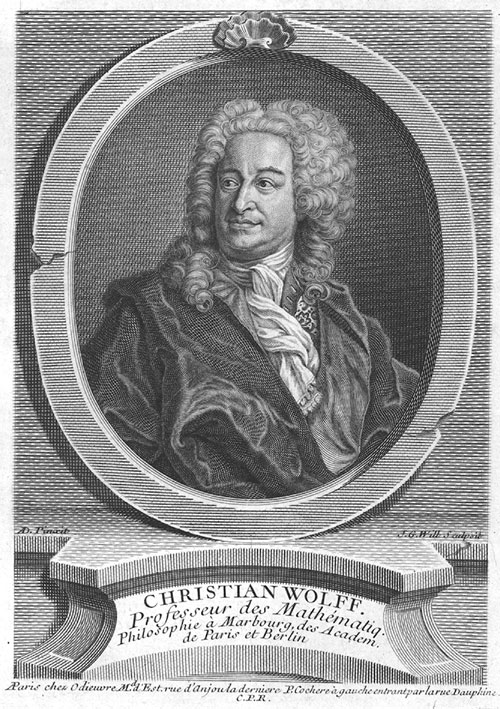
Christian Wolff

Der ontologische Idealismus wurde von Christian Wolff – wenige Jahre, nachdem sein Lehrer Leibniz den Begriff geprägt hatte – als explizite philosophische Position eingeführt. Es handelt sich dabei um eine ontologische Position, die sich auf die Realität bezieht, und nicht um eine erkenntnistheoretische Position, die sich auf das Wissen bezieht. Der Idealismus ist definiert als ein ontologisches Prinzip, nach dem Geistiges eine Realität (Beständigkeit und damit „Sein“) hat. Das Gegenteil dieser Position ist der Materialismus, der nur die materielle Realität anerkennt.
Der ontologische Idealismus ist per definitionem eine neutrale Position auf erkenntnistheoretischer Ebene, da er etwas über die Natur der Realität aussagt und nicht über den Inhalt der Anschauung, die wir von der Realität haben können. Der epistemische Idealismus impliziert nicht notwendigerweise einen ontologischen Idealismus, da es möglich ist, eine rein materielle Außenwelt zu denken, ohne zu bestreiten, dass wir nur durch unsere geistigen Anschauungen darauf Zugriff haben. Das Gegenteil ist allerdings nicht der Fall: Der ontologische Idealismus scheint notwendigerweise einen epistemischen Idealismus zu implizieren. Die idealistische Position besteht aber nicht darin, die objektive Realität als Ganzes zu leugnen, und schon gar nicht die Existenz einer Außenwelt. Stattdessen gehen Idealisten davon aus, dass sich die Kategorie des Seins auf etwas anderes als bloße Materialität oder auf etwas anderes als die einzelnen, konkreten Existenzen bezieht, denen wir in unserer unmittelbaren Umgebung begegnen.
Historisch gesehen sind die meisten Philosophen, die eine idealistische Position auf ontologischer Ebene vertreten, auch Idealisten auf erkenntnistheoretischer Ebene: Platon, Leibniz, Fichte und Hegel sind die berühmtesten Vertreter eines Idealismus, der sowohl ontologischer als auch erkenntnistheoretischer Natur ist, obwohl sich ihre Philosophien sehr voneinander unterscheiden.

### Erkenntnistheoretischer Idealismus
Der erkenntnistheoretische Idealismus besagt, dass es bei unserem Wissen oder Anschauungen nicht um „reale“ Objekte geht, die völlig unabhängig von unserem Geist sind, sondern dass unsere Anschauungen immer auch durch unseren Geist produziert werden. Was wir von einem Objekt wissen, existiert daher nur in Bezug auf unseren Geist. Der erkenntnistheoretische Idealismus entsteht aus dem Dialog mit dem Skeptizismus, der die Unmöglichkeit der Erkenntnis überhaupt postuliert, und steht im Gegensatz zum naiven erkenntnistheoretischen Realismus. Der naive erkenntnistheoretische Realismus behauptet, dass sich Wissen auf „reale“ Objekte bezieht, die außerhalb des wissenden Subjekts liegen und von ihm völlig unabhängig sind. Diese Position bleibt als indirekter Realismus mit dem erkenntnistheoretischen Idealismus vereinbar. Demnach sind die Vorstellungen, die uns die Welt erkennen lassen, tatsächlich auf die eine oder andere Weise mit der Realität verbunden, entweder durch Ähnlichkeits- oder Kausalitätsbeziehungen (Descartes) oder allgemeiner durch Kategorien und Schemata (Kant).
Der erkenntnistheoretische Idealismus ist per definitionem eine ontologisch neutrale Position, da er nichts über die Natur der Realität aussagt, sondern über den Inhalt der Anschauung, die wir von ihr haben können.
Der erkenntnistheoretische Idealismus ist historisch vor allem mit Autoren wie René Descartes und Immanuel Kant verbunden.

### Idealismus und Realismus

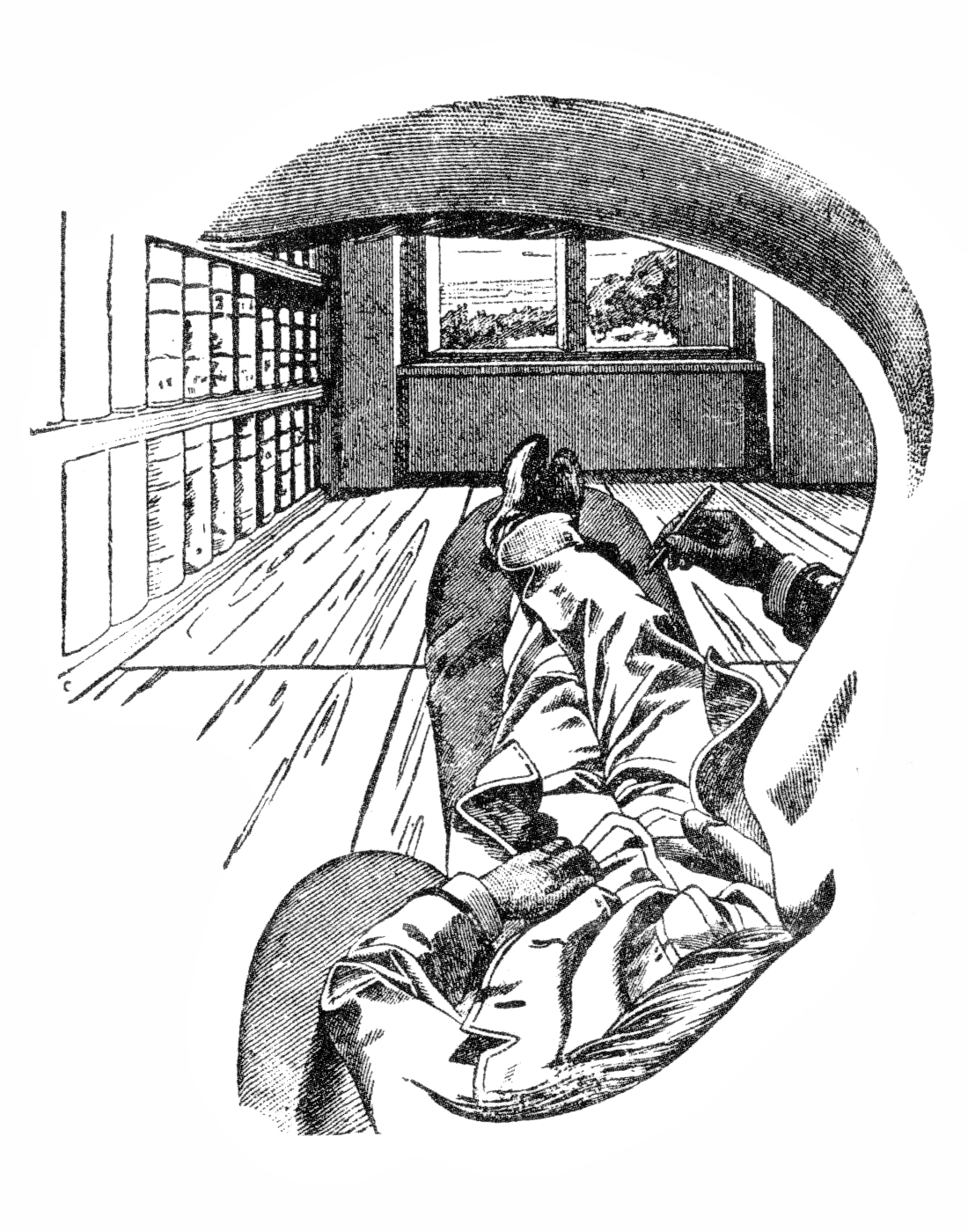
Ernst Mach veröffentlichte diese Zeichnung 1886 in seinen „Antimetaphysischen Vorbemerkungen“ und wollte „zeigen, wie die Selbstprüfung des Ichs wirklich ‚erreicht‘ werden kann“. Mach kommt zu dem Schluss: „Das Ich ist unrettbar.“

Heutzutage wird der Idealismus im Allgemeinen dem Realismus gegenübergestellt, doch der Idealismus bezeichnete ursprünglich eine realistische Position. Der Begriff wurde 1702 von Gottfried Leibniz zur Beschreibung von Platons Ideenlehre eingeführt und erstmals rückwirkend auf Philosophen angewendet, die ihn nicht beanspruchten. Der Idealist, definiert als „der Anhänger der Ideenphilosophie“, ist derjenige, der den „Ideen“, die die „übersinnliche Welt“ bilden, Realität und Vorrang einräumt. Leibniz unterscheidet den Idealismus dabei von den „Materialisten“ wie Epikur und den Atomisten, die nur die Existenz der Materie oder die Mechanismen der Natur anerkennen. Idealisten sind diejenigen Philosophen, die der „Welt der Ideen“ eine Dauerhaftigkeit und eine Beständigkeit verleihen, im Gegensatz zu unseren psychologischen Anschauungen, die als individuell und spezifisch betrachtet werden. In dieser Konzeption steht der Idealismus also keineswegs im Gegensatz zum Realismus im Allgemeinen, sondern zu einer anderen, besonderen Form des Realismus – dem Materialismus. Im Gegensatz zu den Materialisten schreiben die Idealisten die Existenz etwas anderem als der bloßen Materialität zu und betrachten diese als eine sekundäre oder degradierte Realität.
Der Gegensatz zwischen Idealismus und Realismus ist laut Isabelle Thomas-Fogiel auf eine Fehlinterpretation zurückzuführen, die in der zweiten Hälfte des 18. Jahrhunderts auftrat. Diese Fehlinterpretation sei sowohl mit der materialistischen Philosophie Diderots und den Enzyklopädisten verbunden, bei denen die Realität allein auf Materie reduziert wird und daher im Idealismus einen Antirealismus sieht, als auch mit den „Verteidigern des gesunden Menschenverstands“ in Deutschland, die der philosophischen Strömung des „Eklektizismus“ angehören. Diese deutschen Eklektiker, beeinflusst von der britischen Philosophie des „common sense“ (James Beattie, Thomas Reid), vertreten nicht wie Diderot eine metaphysische These, die sich auf die Natur der Realität bezieht („Das Sein wird auf Materie reduziert“), sondern schlagen vor, auszusteigen aus aller Metaphysik, ob dualistisch, materialistisch oder idealistisch, indem man das Wissen wieder in eine intuitive Beziehung zur Realität bringt. Diese beiden philosophischen Handlungen, jene der Identifizierung zwischen Realität und Materie durch die Materialisten der Aufklärung sowie die Ablehnung der Metaphysik durch die Eklektiker zugunsten einer intuitiven Beschreibung der Dinge, wären der Ursprung der Umwandlung der Opposition von Idealisten/Materialisten in die Opposition von Idealisten/Realisten. Von dort her entstand auch die karikaturistische Figur des Idealisten als „Leugner der Realität der Außenwelt“.

## Historische Einführung (bis Kant)

### Antike

#### Platon

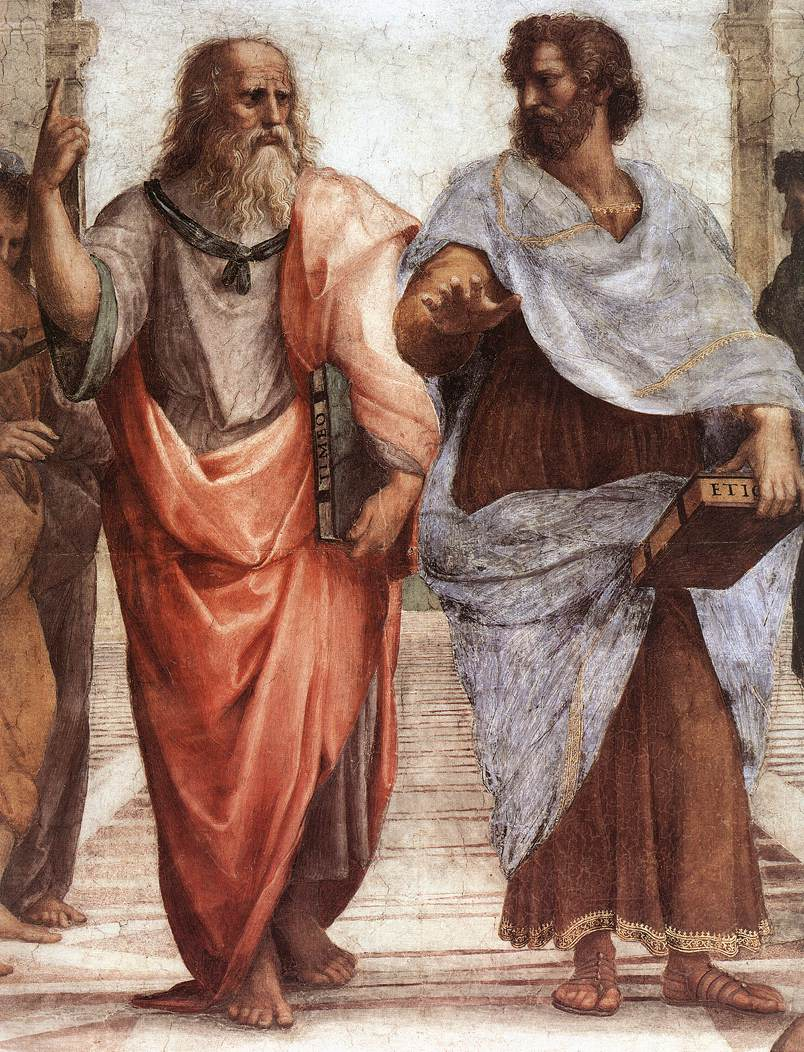
In der abendländischen Tradition wird der platonische Idealismus dem angeblichen Empirismus von Aristoteles entgegengestellt, wie die Gesten der beiden Philosophen in diesem Detail des berühmten Freskos von Raffael zeigen

Im Jahr 1702 prägte der deutsche Philosoph Leibniz den Begriff Idealismus, um die Philosophie Platons zu charakterisieren. Platons Werk reicht zurück bis in die erste Hälfte des 4. Jahrhunderts v. Chr. Aufgrund seiner Bedeutung für die europäische Philosophie wird der englische Philosoph Whitehead sagen, dass „die sicherste allgemeine Charakterisierung der philosophischen Tradition Europas lautet, daß sie aus einer Reihe von Fußnoten zu Platon besteht.“
Platons Philosophie ereignet sich in Form verschiedener Dialoge, deren Protagonist, meist Sokrates, der Sprecher von Platons Thesen und insbesondere seiner Ideenlehre ist. Diese wird von Platon nie explizit dargelegt, aber es wird durch einen großen Teil seines Denkens untermauert, insbesondere in der Politeia, dem Phaidon, dem Symposion und dem Parmenides. Der späte Platon, der immer mehr vom pythagoräischen Denken beeinflusst wird, tendiert dazu, die Ideen und die Zahlen zu identifizieren, was er in seinen früheren Schriften nicht tut. In der Politeia ist die höchste Idee das Gute im Sinne von Anstand, nicht von moralischer Güte. Im Symposion ist die höchste Idee das Schöne.
Platon nennt „Idee“ oder „Form“ (Übersetzung von ἰδέα [Idee] und εἶδος [Eidos]) alle intelligiblen Realitäten, also alle denkbaren und erkennbaren Dinge. Aus der Unmöglichkeit, sich eine Definition vorzustellen und durch die Sinne zu erfahren, leitet er ab, dass Ideen die wahren Objekte der Definition und des Wissens sind. Ideen sind immateriell und unveränderlich, bleiben ewig mit sich selbst identisch, universell, wenn sie sich im Sinnlichen manifestieren und sind einzig wirklich existierend und unabhängig vom Denken. Im Gegensatz zu sinnlichen Erscheinungen, die zufällig, inkonsistent und veränderlich sind, sind Ideen wirklich real. Platon unterstreicht ihre Realität durch Hinzufügung von Adjektiven: „wahre“ Realität zum Beispiel, oder durch Komparative: „was am realsten ist“, im Gegensatz zur sinnlichen Erscheinung, die keine Realität hat, außer insofern sie eine gewisse Beziehung zum Intelligiblen besitzt.
Der Gegensatz zwischen dem Sinnlichen und dem Intelligiblen besteht bei Platon zunächst in einer ontologischen Trennung zwischen dem, was authentisch real ist, der Idee, und dem, was nicht ist, der sinnlichen Erscheinung. Dieser strengen Trennung entspricht eine ebenso strenge erkenntnistheoretische Hierarchie: Meinung bezieht sich auf sinnliche Erscheinungen, während Wissenschaft das Wissen über intelligible Realitäten ist. Dieser Gegensatz rechtfertigt einen ontologischen (oder metaphysischen) Idealismus, während die Wissensteilung eine Form des erkenntnistheoretischen Idealismus rechtfertigt. Die Aufteilung des Wissens wird von Platon durch das Liniengleichnis ausgedrückt, die sowohl ontologische als auch erkenntnistheoretische Bedeutung hat: Die Seele wird im Kontakt mit einer Realität entsprechend der Natur dieser Realität beeinflusst. Daher gibt es ebenso viele Arten der Beeinflussung wie Seinsweisen, und diese Arten der Beeinflussung definieren die Art und Weise, über ein Objekt zu sprechen oder darüber nachzudenken.
Platons intelligible Realität wird oft mit dem Ausdruck „Ideenwelt“ bezeichnet. Dieser Ausdruck ist unangemessen und beruht auf einer Überinterpretation der Dialoge durch Philo von Alexandria. Platon spricht vielmehr vom „sensiblen Ort“ und vom „intelligiblen Ort“ derselben Welt. Die Welt, erklärt Platon im Timaios, ist einzigartig. Seine Ideentheorie ist daher im eigentlichen Sinne keine dualistische Lehre, die zwei Realitäten unterschiedlicher Art gegenüberstellt, sondern eine monistische Lehre, die nur eine Art von Realität akzeptiert – die Idee. Es handelt sich also in diesem Sinne um einen ontologischen Idealismus, der aufgrund seines intellektualistischen Charakters manchmal (in Anlehnung an Hegel) „objektiv“ genannt wird.

#### Neuplatoniker
In der Spätantike, in der Nachfolge Plotins im 3. Jahrhundert, identifizierten die Neuplatoniker den Bereich der Ideen mit dem des Intellekts, und die höchste Form wurde am Ursprung des Intellekts zum Einen, aus dem er hervorging. Der Intellekt ist das wahre Sein der Dinge, während das Eine sogar jenseits des Seins liegt, wie ein „superessentielles“ Nichtsein, aus dem alles hervorgeht.

#### Christentum
Im Gegensatz zur neuplatonischen Auffassung und im Gegensatz zur klassischen griechischen Ontologie behauptete sich die christliche Theologie am Ende der Antike durch die Betonung des Begriffs der Person, verstanden als „Innerlichkeit“, und der menschlichen Seele, die durch ihre radikale Heterogenität in Bezug auf die Welt hervorgehoben wird. Insbesondere Augustinus nahm zu Beginn des 5. Jahrhunderts nicht die Welt, sondern das Subjekt oder Bewusstsein als Ausgangspunkt seines Denkens. In diesem Sinne eröffnet es eine „subjektive“ Form des Idealismus.

### Mittelalter

#### Dietrich von Freiberg
In einem Artikel aus dem Jahr 1972 vertritt der Philosophiehistoriker Kurt Flasch die These, dass der erkenntnistheoretische Idealismus, der allgemein als die moderne Form des Idealismus gilt, im mittelalterlichen Denken nicht fehlt. Er würde insbesondere durch den deutschen Philosophen Dietrich von Freiberg vertreten werden, der zu Beginn des 14. Jahrhunderts in Paris Theologie lehrte. In diesem Sinne ist er als ein Vorläufer von Kants transzendentalem Idealismus zu sehen. Die italienische Philosophin Andrea Colli vertritt hingegen in einer 2010 veröffentlichten Studie die Auffassung, dass die Beziehung zwischen dem erkennenden Subjekt und dem erkannten Objekt bei Dietrich von Freiberg kein transzendentaler Idealismus avant la lettre sei, sondern vielmehr ein Erbe und die Weiterführung der augustinischen Tradition des reflexiven Wesens der Seele.

#### Nicolaus von Autrecourt

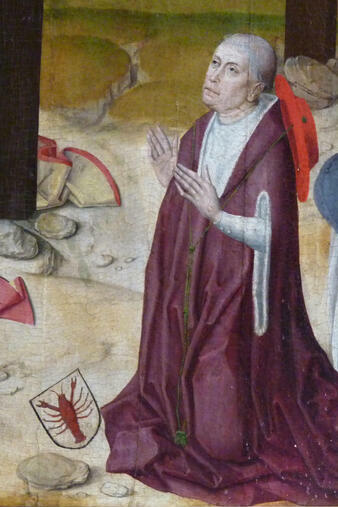
Nicolaus von Autrecourt

Nicolas von Autrécourt war ein französischer Philosoph aus der ersten Hälfte des 14. Jahrhunderts. Seine Philosophie, die man ausschließlich aus den Dokumenten der Inquisition kennt (sein Werk wurde vollständig auf dem Scheiterhaufen verbrannt), stellt laut dem französischen Philosophen Régis Jolivet einen großen Schritt in Richtung eines „selbstbewussten“ Idealismus dar. Die von ihm vertretene nominalistische Doktrin kann insbesondere als empirischer Idealismus interpretiert werden, der die Thesen von Wilhelm von Ockham, dessen Schüler er ist, auf die Spitze treibt. Genau wie sein Lehrer begann Nicolas von Autrécourt damit, den Wert der von Thomas von Aquin vorgeschlagenen Unterscheidungen entschieden zu leugnen. Die einzigen Unterscheidungen, die ihm legitim erscheinen, sind diejenigen, die uns durch die „Intuition“ von Dingen auferlegt werden, die sich in der unmittelbaren Erfahrung wirklich unterscheiden. Unterscheidungen der „Vernunft“ hingegen sind, unabhängig davon, ob sie aus unmittelbarer Erfahrung abgeleitet werden oder nicht, bedeutungs- und wertlos, da nur einzelne Tatsachen real sind.
Unsichtbare Wesenheiten sind für Nicolas von Autrécourt nur Fiktionen von Philosophen, „Traumkonstruktionen“, die einer „hohlen Vorstellungskraft“ entspringen. Daher gibt es nichts Illusionäreres, als sinnliche Erscheinungen durch unsichtbare und der Sinneserfahrung verborgene Entitäten zu erklären, die den früheren Scholastikern vertraut waren. Nicholas von Autrécourt kritisiert auch den Kausalitätsbegriff, der zwischen vermeintlich realen Dingen und Erscheinungen wirken soll. Weisheit erfordert seiner Meinung nach, dass wir uns strikt an den Schein halten, als die einzige Wahrheit, deren wir uns wirklich sicher sind. Diese Anforderung ist nicht nur erkenntnistheoretischer Natur: Es geht nicht darum, den Bereich des Wissens auf das zu beschränken, was wir nur wissen können, sondern im Gegenteil darum, ihn auf das gesamte Sein auszudehnen. Tatsächlich ist das Sein für Nicolas d’Autrecourt das „Gegebene“, und der Schein selbst ist das ganze Sein, das uns gegeben ist. Somit erhält der erkenntnistheoretische Idealismus bei diesem Philosophen eine ontologische Reichweite.

### Neuzeit
In der neuzeitlichen Philosophie vor Kant kann man zwei gegensätzliche Formen des Idealismus unterscheiden: den rationalistischen Idealismus und den empirischen Idealismus. Die erste, die sich den Konzepten der Vernunft zuwandte, entwickelte sich im Wesentlichen zwischen der Mitte des 17. Jahrhunderts in der Folge von René Descartes und mit Beginn des 18. Jahrhunderts durch Gottfried Leibniz. Der empirische Idealismus, der auf den Sinnen beruht, wird in der ersten Hälfte des 18. Jahrhunderts hauptsächlich von George Berkeley verteidigt, obwohl John Locke als ein Vorläufer angesehen werden kann.

#### Descartes

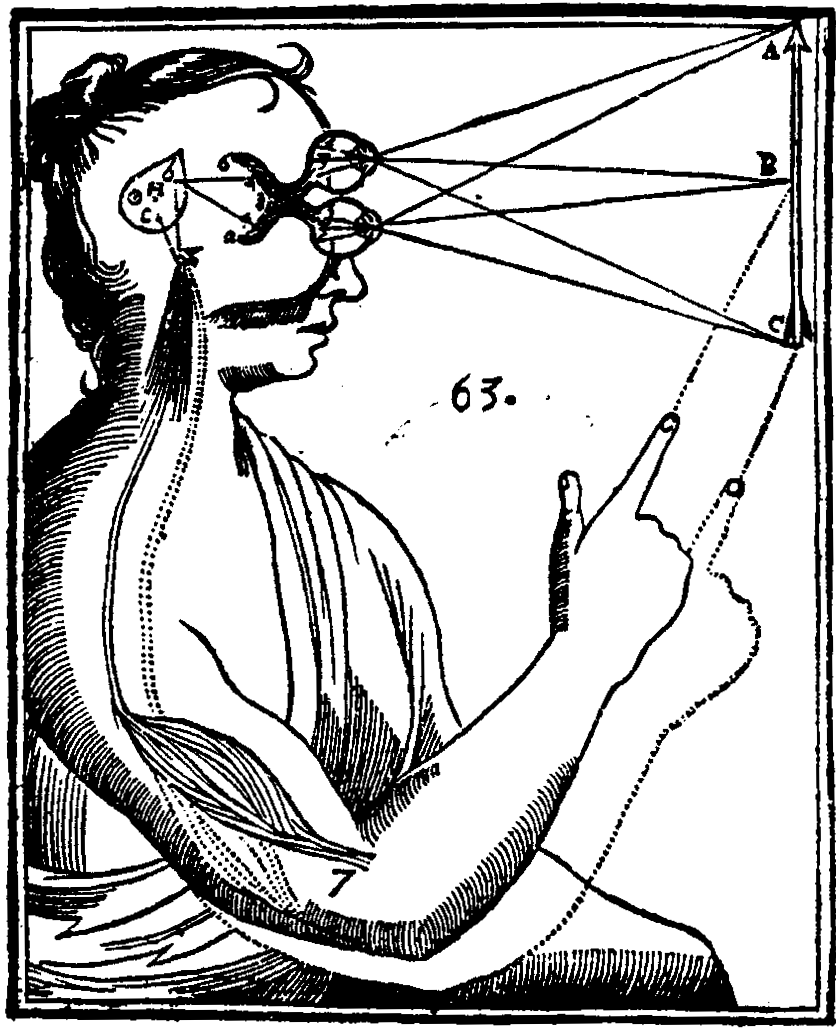
Schaubild nach einer Zeichnung von René Descartes, das den streng mechanischen Charakter der Wahrnehmung vor dem Stadium der Ideenproduktion im Geist veranschaulicht

In der ersten Hälfte des 17. Jahrhunderts entwickelte René Descartes eine bedeutende philosophische und wissenschaftliche Reflexion, die einen Bruch mit der gesamten bisherigen philosophischen Tradition markierte, insbesondere mit dem aus dem Mittelalter überlieferten scholastischen Denken. Es macht ihn zu einem der Begründer der modernen Philosophie und Wissenschaftstheorie. Obwohl Descartes in seinem gesamten Werk eine dualistische Auffassung der Körper-Geist-Beziehung verteidigt, ist er durch den Ansatz, den er zu Beginn seiner Meditationen verfolgt, auch ein Vorreiter des Idealismus. Ausgehend von einer Kritik der Sinne, der Vorstellungskraft und des Urteilsvermögens, ganz analog zu dem der Skeptiker und Sophisten, geht Descartes’ Idealismus von seinem methodischen Zweifel aus. Der Philosoph zweifelt an allem, der Welt und dem Wissen, um sich aller Vorurteile zu entledigen und es so zu schaffen, das Wahre vom Falschen zu unterscheiden. Kant spricht in diesem Sinne von einem „problematischem Idealismus“, um den ersten Ansatz der Meditationen zu qualifizieren, im Gegensatz zum „dogmatischen Idealismus“, den er George Berkeley zuschreibt.
Der methodische Zweifel der ersten Meditation führt Descartes dazu, dass es nur eines gibt, was seinem Zweifel entgeht: den Zweifel selbst, die Tatsache, dass er zweifelt, also dass er denkt. Sein eigener Gedanke erscheint ihm dann, sobald der Zweifel auf die äußerste Grenze getrieben ist, als das einzig unzweifelhafte Wesen (Cogito ergo sum, „Ich denke, also bin ich“). Zu dieser Zeit befindet sich Descartes in der extremsten idealistischen Position: dem solipsistischen Idealismus, in dem nur der Gedanke des Subjekts selbst existiert. Aber dieser Idealismus ist für Descartes nur vorläufig. Tatsächlich entdeckt er in seinem eigenen Denken die Idee der Vollkommenheit und schließt daraus, dass nur ein vollkommenes Wesen ihm eine solche Idee vermitteln könnte und dass daher Gott existiert. Und da Gott ihn dazu anregt, an die Existenz der Außenwelt zu glauben, garantiert ihm die göttliche Wahrhaftigkeit die Existenz der Außenwelt. Auf diese Weise verlässt Descartes den Idealismus und gelangt zu einem dualistischen Realismus im Einklang mit der christlichen Tradition.

#### Leibniz

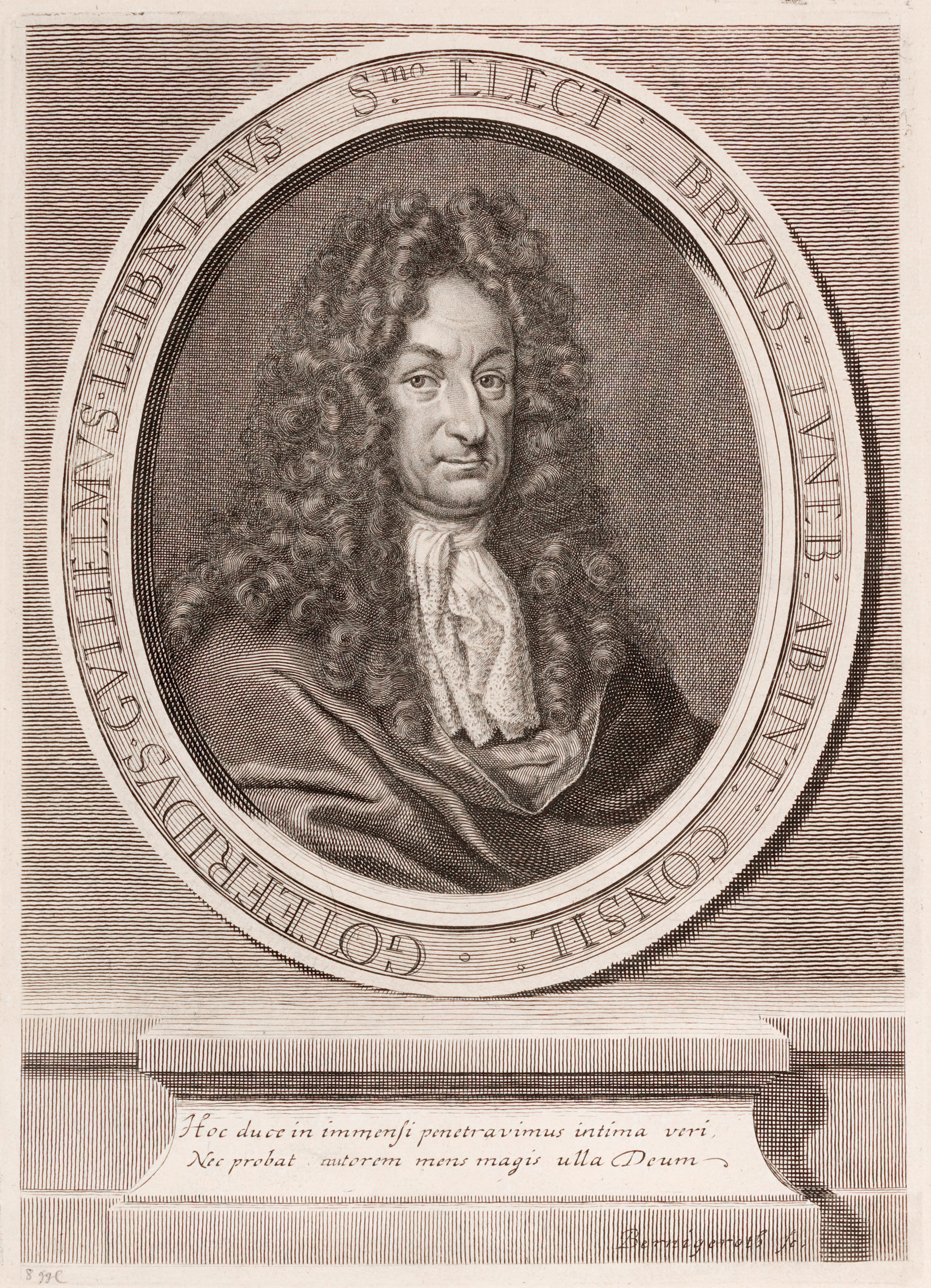
Gottfried Wilhelm Leibniz führt als erster den Begriff des Idealismus in die philosophische Debatte ein

Der deutsche Philosoph und Mathematiker Gottfried Wilhelm Leibniz war 1702 der erste, der den Begriff des Idealismus aus didaktischen Gründen einführte, um die platonische Ideenlehre dem Materialismus von Epikur gegenüberzustellen. Obwohl seine Ontologie als idealistisch bezeichnet werden kann, bezeichnet Leibniz seine Position nicht als Idealismus, denn er erhebt den Anspruch, durch sein auf dem Konzept der Monade basierendem System, über den antiken Gegensatz zwischen Idealismus und Materialismus hinauszugehen. Die Monaden sind für ihn die einzigen substanziellen Realitäten, die im Universum existieren, und sie sind von spiritueller Essenz und können mit Geist oder „Protogeist“ identifiziert werden. Um diese Auffassung zu rechtfertigen, bringt Leibniz mehrere Argumente vor, darunter die folgenden: Unter Androhung des unendlichen Regresses muss jede Verbindung grundsätzlich aus einfachen Elementen bestehen. Da nun Raum und Zeit unendlich teilbar sind, kann ausgedehnte Materie nicht einfach sein. Im Gegensatz dazu haben Gedanken, selbst solche mit komplexem Inhalt, keine wirklichen Teile, und der Geist, der solche hat, hat auch keine Teile. Geister sind also die einzig möglichen Kandidaten, um die ultimativen Bestandteile der Realität zu bilden. Als guter Idealist entzieht Leibniz der als Ganzes verstandenen Außenwelt, der Welt der „Ausdehnung“, alles substantielle Dasein. Aber er beraubt sie nicht aller Existenzweisen. Er ist der Ansicht, dass der Geist, obwohl er „fensterlos“ ist, die legitime Gewissheit hat, dass es etwas außerhalb von ihm gibt, ohne die komplizierte Beweismaschinerie von Descartes anzuwenden. Während Descartes von diesen beiden offensichtlichen Wahrheiten: „Ich denke, und es gibt eine große Vielfalt in meinen Gedanken“, nur die erste kannte, bekräftigt Leibniz den Wert der zweiten, die „beweist, dass es etwas anderes als uns selbst gibt, das die Ursache für die Vielfalt unserer Erscheinungen ist“, da ein und dasselbe Ding nicht die Ursache für seine eigenen Veränderungen sein kann. Die scheinbare Außenwelt ist daher ein „wohlbegründetes Phänomen“, weil sie auf der notwendigen Existenz der Vielfalt der Monaden außerhalb von uns beruht. Wenn wir andererseits die Reihenfolge betrachten, in der diese Monaden nebeneinander existieren und in der sie aufeinander folgen, erhalten wir Raum (oder „Ausdehnung“) und Zeit. Weit davon entfernt, Realitäten vor den Dingen zu sein, deren Gefäße sie wären, wie die Schüler Newtons glauben, sind Raum und Zeit formale Strukturen, die sich auf Monaden und damit auf Geist beziehen.

#### Berkeley

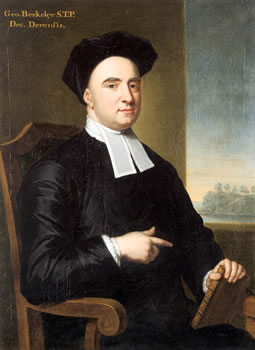
Berkeley gilt als Hauptvertreter des subjektiven Idealismus

George Berkeley, Philosoph, Bischof und irischer Theologe, begann schon sehr jung, ab 1706, in seinen Philosophischen Tagebüchern, seine philosophische Position zu entwickeln: „esse est percipi aut percipere“ (Sein ist, wahrgenommen zu werden oder wahrnehmen – wobei „esse“ auch mit „existieren“ übersetzt wird). Für ihn werden Dinge, die nicht die Fähigkeit zum Denken haben – die „Ideen“ – notwendigerweise wahrgenommen, und es ist der Geist – menschlich oder göttlich – der sie notwendigerweise wahrnimmt. Die göttliche Wahrnehmung ist es, die die Realität von Ideen aufrechterhält. Materie, verstanden als eine vom Geist verschiedene und unabhängige Substanz, kann nicht existieren. „Immaterialismus“, ein Begriff, den Berkeley selbst zur Bezeichnung seiner Philosophie verwendet, wurde so trotz seiner wiederholten Proteste zum Prototyp des Idealismus für seine Zeitgenossen und seine Nachfolger. Nach Hegels Analyse der Geschichte des Idealismus wird Berkeley zur repräsentativsten Figur des „subjektiven Idealismus“, der sich auf die Seite des Subjekts als Bedingung für die Existenz der Welt gestellt hätte.
Sofern Berkeleys Idealismus als subjektiver Idealismus betrachtet werden kann, handelt es sich in keiner Weise um einen intellektualistischen oder rationalistischen Idealismus, der beispielsweise dem von Malebranche ähnelt. Für Berkeley gibt es keine abstrakten Ideen; es kann nur bestimmte Vorstellungen geben, die Wahrnehmungen sind. Berkeley lehnt nicht nur den Intellektualismus ab, sondern auch den Abstraktionismus aristotelischer oder lockeanischer Art, also die Tatsache, dass man durch Auslöschung der Besonderheiten wahrgenommener Objekte zu allgemeinen Ideen gelangen kann. Für Berkeley ist eine allgemeine Idee nichts anderes als die Verbindung („dieser Baum und dies und dies“) der Wahrnehmungen, auf die sie sich bezieht; es hat keine eigentliche und autonome Existenz, nicht einmal als Gegenstand des Denkens. Der Begriff der abstrakten Idee, wie er in der Philosophie akzeptiert wird, muss daher als „logisches Monster“ betrachtet werden, der mit einem falschen Sprachgebrauch verbunden ist.
Durch sein Beharren darauf, die Wahrnehmung zur einzig authentischen Art des Wissens zu machen, und durch seine Ablehnung abstrakter Ideen muss Berkeleys Idealismus als empirischer Idealismus verstanden werden, der bestimmte radikale Strömungen des Empirismus wie den Phänomenalismus und den Neopositivismus ankündigt. Sein theozentrischer Charakter schränkte jedoch seinen Einfluss ein.

## Hauptströmungen

### Objektiver Idealismus
Der objektive Idealismus bezeichnet Positionen, die alle Wirklichkeit auf Ideen zurückführen, die an sich selbst existieren und an denen alles Übrige partizipiert, wie dies in der Ideenlehre Platons und im Platonismus oder später im Spinozismus und der Monadologie von Leibniz entwickelt wird.

#### Platons Ideenlehre

Das Liniengleichnis von Platon: Links ist die ontologische Einteilung aufgetragen und rechts die epistemische. Unten ist dabei das rein Sinnliche und oben das rein Intelligible.

Platon ist der erste europäische Philosoph, der ausdrücklich sowohl die Existenz von Ideen (είδη) auch die illusorische Natur der bloßen Wahrnehmung behauptet hat. Die von ihm entwickelte Ideenlehre wird von Hegel als objektiver Idealismus bezeichnet. Platons Lehre besagt, dass die Begriffe, Vorstellungen oder Ideen, durch die wir wissen, verstehen oder die Welt erklären, tatsächlich existieren, unveränderlich sind und die Modelle der Dinge bilden, die wir mit unseren Sinnesorganen wahrnehmen. Diese intelligiblen Formen sind die wahren Objekte aller Definitionen und aller Erkenntnisse, im Gegensatz zu sinnlichen Bildern, Objekten der Sinne und der Meinung. Genau wie die Eleaten vor ihm, ist Platon der Ansicht, dass die einzige Welt, die wirklich existiert, die Welt der Beständigkeit ist, also die Welt der Ideen.
Platonismus ist Realismus in Bezug auf Ideen und Konzepte und Antirealismus in Bezug auf sinnliche Erscheinungen. Er postuliert nicht die Unwirklichkeit der Dinge, sondern nur die der sinnlichen Welt, wie wir sie wahrnehmen. Aus dieser Perspektive stellt er sich die sinnliche Welt als ein Gewebe trügerischer Erscheinungen vor, eine Art „Schatten“ oder „Reflexion“, die nur der Uneingeweihte fälschlicherweise für reale Objekte hält. Das wahre Wesen der Dinge sind Ideen, perfekte Modelle, deren sinnliche Objekte nur schlechte Nachahmungen oder degradierte Produkte sind. Platons Idealismus, die Behauptung einer intelligiblen Welt aus idealen Wesen, hat somit als Gegenstück die Negation der Realität der sinnlichen Welt als solcher. Es handelt sich in diesem Sinne um einen „objektiven Idealismus“, eine Lehre, die in diesem Zusammenhang nur den von der Vernunft erdachten Ideen wahre Realität zuspricht.

#### Leibnizens Monadologie
An der Jahrhundertwende vom 17. zum 18. Jahrhundert nahm der Philosoph und Mathematiker Gottfried Wilhelm Leibniz sowohl in der Philosophie als auch im naturwissenschaftlichen Bereich eine herausragende Stellung ein. Seine Philosophie ist ein spiritistischer und dynamischer Idealismus, der die idealistische Ontologie mit der von ihm mitbegründeten Wissenschaft der Bewegung in Einklang bringen will. In seiner 1714 veröffentlichten Monadologie gibt Leibniz einen Überblick über seine gesamte Lehre und führt den Begriff der „Monade“ ein, das Prinzip der metaphysischen Einheit, auf dem sein gesamtes System basiert. Monaden sind die einfachen, unerschöpflichen, spirituellen und aktiven Substanzen, die die einzigartige Essenz der Welt ausmachen. Sie reichen von den Wesen, die nur Wahrnehmung und Appetit haben, über diejenigen, die Vernunft haben, und sogar bis zu Gott, der höchsten Monade. Da die Monaden einander verschlossen sind, besteht der Einfluss, den die Dinge aufeinander auszuüben scheinen, in einer göttlichen prästabilierten Harmonie, die alle Bewegungen der Wesen im Voraus regelt. Das Universum wird somit als spirituelle Welt, als „göttliche Stadt“ und damit als moralisches Wesen betrachtet, in dem nach und nach das Beste aufgrund der von Gott festgelegten Gesetze hervorgebracht wird.

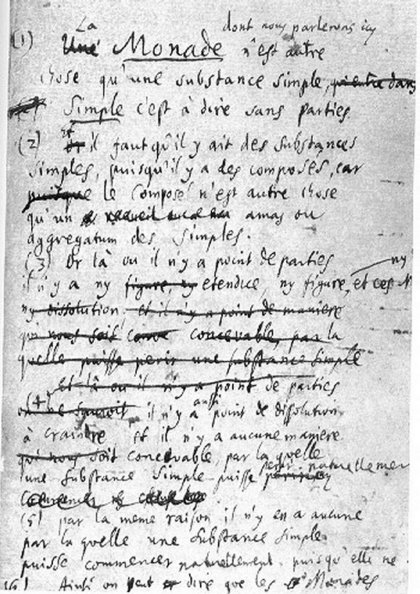
Manuskriptseite von Leibnizens Monadologie

„Im monadologischen System von Leibniz hat alles, was keine Monade ist oder nicht durch eine vereinigende Monade vereint ist, kein wirkliches Sein: Es ist ein Aggregat, eine einfache Verbindung oder ein Haufen.“ Diese Verbindung ist nur ein „Wesen der Vernunft“ oder „Vorstellungskraft“, was bedeutet, dass sie in unserem Geist nur als Repräsentation existiert. Wie der Sandhaufen ist auch das Aggregat im Grunde nur eine Fiktion, die es uns dennoch ermöglicht, unsere Erfahrung der Welt für praktische Zwecke zu organisieren. Zwischen dem vollkommen einzigen Wesen, der Monade, und dem einfachen Aggregat liegen die Organismen, vorläufige Zusammensetzungseinheiten. Der menschliche Körper, dessen Materie selbst aus Monaden besteht, ist einer dieser Organismen. Es verfügt über eine einheitliche Monade, die der von Pflanzen oder Tieren überlegen ist, der Seele, die zur „Apperzeption“, mit anderen Worten zum Bewusstsein, fähig ist. Die Seele ist, wie alle Monaden, unzerstörbar, da sie nicht zusammengesetzt ist, und in diesem Sinne ist sie unsterblich oder ewig. Umgekehrt sind die Aggregate stets temporär und veränderlich, ohne eigene Konsistenz.
Dieses metaphysische System ermöglicht es, ein einzigartiges ontologisches Prinzip zu postulieren, anhand dessen es möglich ist, die Natur zu erklären und gleichzeitig die beiden grundlegenden Aspekte des Bewusstseins zu berücksichtigen: „Appetition“ (oder Wille) und Wahrnehmung. Obwohl das Universum selbst dort nicht als bewusst betrachtet wird, soll jede seiner Monaden die Samen des Bewusstseins enthalten, die ebenso viele spirituelle Wesenheiten sind. In diesem Sinne können wir von objektivem Idealismus sprechen, um die Monadologie von Leibniz zu qualifizieren: Als spirituelle Einheit hat jedes wirklich existierende Ding eine intelligible objektive Essenz, die mit der einer bewussten oder identifizierbaren Seele vergleichbar ist. Diese Form des Idealismus hatte großen Einfluss auf die deutsche wissenschaftliche Psychologie des 19. Jahrhunderts durch die Arbeit von Hermann Lotze, einem philosophischen Erben von Leibniz, sowie durch französische spiritistische Philosophen, die Lotzes Werk rezipierten. Es ist auch der Ursprung des dynamischen Paradigmas in der Philosophie, das sich vor allem im Deutschland des 19. Jahrhunderts entwickeln wird und in dem die vermeintlich grundlegende Beziehung zwischen dem Geist und den Kräften der Natur hervorgehoben wird.

### Subjektiver Idealismus
Der subjektive Idealismus bezeichnet Positionen, die besagen, dass alle Erkenntnis abhängig von einem erkennenden Subjekt sei und es keine subjektunabhängige Perspektive auf die Realität gebe.

#### Berkeleys Immaterialismus
In der ersten Hälfte des 18. Jahrhunderts entwickelte der irische Philosoph, Theologe und Bischof George Berkeley eine radikale, aber einflussreiche, idealistische Konzeption, die später als subjektiver Idealismus bezeichnet wurde und auf einer Diskussion der Theorien von Descartes, Malebranche und Locke basierte. In Lockes Fußstapfen geht Berkeley von der Voraussetzung aus, dass Ideen nur unmittelbare Objekte des Bewusstseins sein können. Allerdings distanziert er sich von Locke, indem er auf dem ebenso nutzlosen wie widersprüchlichen Charakter der These der „primären Qualitäten“ beharrt. Diese „Qualitäten“ entsprachen bei Locke den geometrischen und dynamischen Eigenschaften der Körper selbst. Als solche und im Gegensatz zu den „sekundären Eigenschaften“, die durch die Wirkung der Körper auf die Sinne hervorgerufen werden, sollten sie direkt den Körpern zuzuschreiben sein. Gegen diese seiner Meinung nach inkonsistente Unterscheidung zwischen vermeintlich „objektiven“ Primärqualitäten und als „subjektiv“ beschriebenen sekundären Qualitäten begründet Berkeley aus idealistischer Perspektive seine eigene Unterscheidung zwischen:
1. Ideen aus der „Imagination“ des Subjekts, die beliebig transformierbar sind und nur Fiktionen sind (subjektive Ideen)
2. Ideen, die das Subjekt nicht freiwillig hervorbringen kann, sondern die aus realen „Sinneswahrnehmungen“ resultieren (objektive Ideen)

Ein häufiger Fehler in Bezug auf Berkeleys Idealismus besteht darin zu glauben, dass er die Realität der Außenwelt sowie ihre Unabhängigkeit von unserem Geist leugnen würde. Berkeley bestreitet nicht die Realität der Außenwelt, die wir durch unsere „Sinneswahrnehmung“ erfahren, sondern nur deren vermeintliche materielle Natur. Andererseits behauptet er, dass es eine vom Subjekt unabhängige äußere Realität gibt, die in den sinnlichen Wahrnehmungen gegeben ist. Da diese Realität jedoch nicht materiell ist und alle Ideen nur relativ zu einem Geist existieren, müssen die „Objekte“ der sinnlichen Ideen (ihr objektiver Inhalt) für einen anderen Geist, der sie wahrnimmt, vorhanden sein. Nach Berkeley ist dieser Geist Gott, und „Dinge“ sind daher nichts anderes als Komplexe von Ideen, die von Gott wahrgenommen und durch eine Zuneigung unseres Geistes in uns geweckt werden. Eine der Folgen dieses theozentrischen Systems ist, dass sich die Naturwissenschaft nicht mehr mit den Wechselwirkungen materieller Dinge beschäftigt, sondern mit Gesetzen, die die dauerhafte Ordnung ausdrücken, in der Gott Ideen hervorbringt und verknüpft.
Berkeley selbst ignoriert den Begriff Idealismus und verwendet den negativen Ausdruck „Immaterialismus“, um seine Lehre zu qualifizieren. Es war Immanuel Kant, der als erster die Bezeichnung „Idealismus“ und insbesondere „dogmatischer Idealismus“ für Berkeleys Lehre verwendete. Für Kant beruhe seine Position auf der dogmatischen Leugnung der Existenz körperlicher Dinge außerhalb von uns. Kant unterscheidet diesen Berkeleyanischen Idealismus vom kartesischen „problematischen Idealismus“, der Zweifel an der Existenz der Dinge aufwirft, und vom „transzendentalen Idealismus“ (seinem eigenen), der die Existenz des Dings an sich sowie die Realität von Körpern als Phänomene im Raum anerkenne.

#### Kants transzendentaler Idealismus

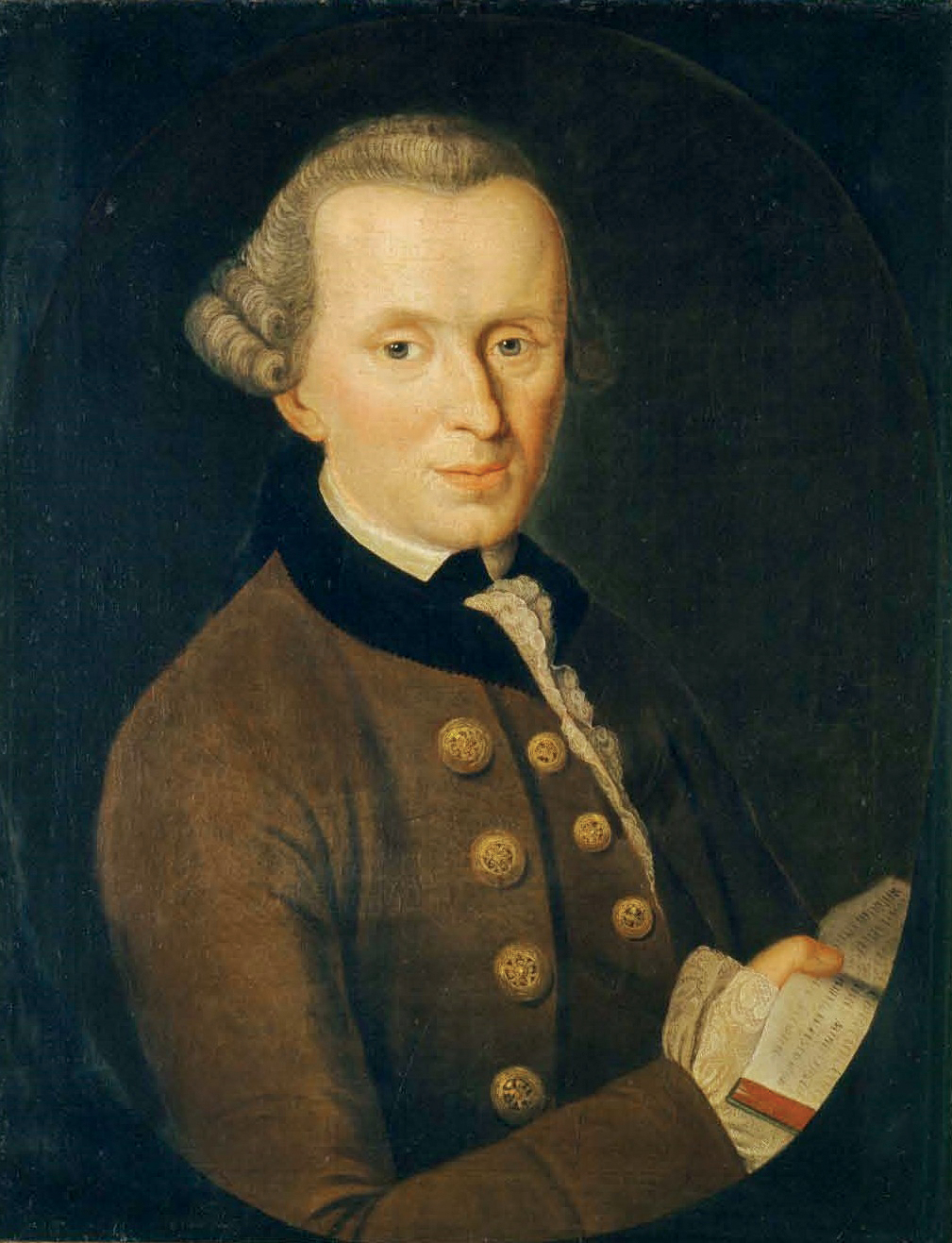
„Habe Mut, dich deines eigenen Verstandes zu bedienen.“ – Immanuel Kant ist der Begründer der Tradition des Deutschen Idealismus

Kants Idealismus ist der Versuch, verschiedene Thesen scheinbar unvereinbarer philosophischer Positionen miteinander zu versöhnen. Er wird die philosophische Reflexion über die Natur des Wissens und die Möglichkeit, die Realität zu erkennen, nachhaltig prägen. Kant selbst bezeichnet seinen Idealismus als „transzendental“ und meint mit diesem neuen Begriff alles, was sich auf die Bedingungen der Möglichkeit von Erfahrung bezieht. In der Kritik der reinen Vernunft, deren erste Auflage 1781 erschien, definierte er die transzendentale Erkenntnis wie folgt:
„Ich nenne alle Erkenntnis transzendental, die sich nicht sowohl mit Gegenständen, sondern mit unserer Erkenntnisart von Gegenständen, insofern diese [d. h. die Erkenntnisart der Gegenstände] a priori möglich sein soll, überhaupt beschäftigt.“
Kants transzendentaler Idealismus bestätigt die Macht der Vernunft und begrenzt sie gleichzeitig, indem er die Bedingungen ihres legitimen Gebrauchs hervorhebt. In diesem Sinne handelt es sich um einen „kritischen“ Idealismus. Er gibt dabei eine Unterscheidung, zwischen den Phänomenen einerseits, den Dingen, wie sie uns erscheinen, und andererseits dem Ding an sich, das aus Postulaten gedacht, aber als solches nicht erkennbar ist. Diese Unterscheidung ermöglicht, den „empirischen Realismus“, der die Existenz von Objekten als sensible Daten behauptet, und den „metaphysischen Idealismus“, der die konzeptionellen und sensiblen Formen als wesentlich hervorhebt, miteinander in Einklang zu bringen. Kant bezieht sich immer wieder auf den „metaphysischen Realismus“ und den „empirischen Idealismus“, die für ihn die beiden vorherrschenden Traditionen der Philosophie darstellen.
Im Gegensatz zu Berkeleys empirischem Idealismus lässt Kants Idealismus ebenso wie der metaphysische Realismus die Existenz von „Dingen an sich“ außerhalb unseres Geistes zu. Aber im Gegensatz zu dem, was der metaphysische Realismus behauptet, bleiben diese Dinge, die die Gesamtheit der Realität oder des Seins ausmachen, für uns für immer unzugänglich, unerkennbar, weil unser Denken nie etwas anderes als Phänomene erfasst, nämlich Erscheinungen, die sich auf das a priori Angeborene beziehen, d. h. auf die Strukturen unserer Wahrnehmung und unseres Verstehens. Diese Formen bedingen unser gesamtes Wissen und existieren vor aller Erfahrung. In gewisser Weise diktieren sie der Welt die Gesetze des Subjekts. Kant bezeichnet diese Umkehrung der Perspektive auf die Beziehung zwischen Subjekt und Welt als „kopernikanische Wende“.

#### Fichtes Absolutes Ich

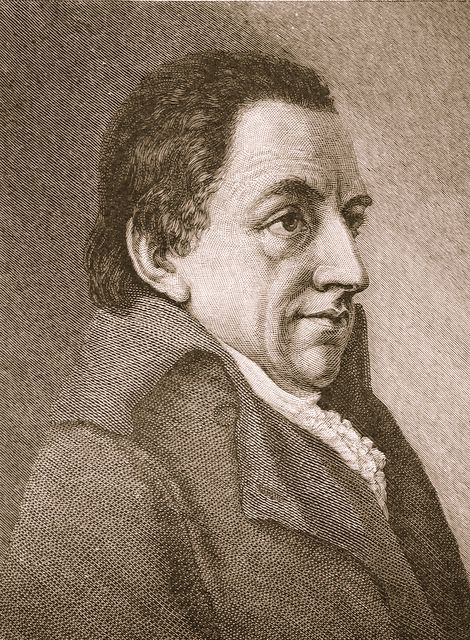
„Zum Philosophen – wenn der Idealismus sich als die einzige wahre Philosophie bewähren sollte – zum Philosophen muss man geboren seyn, dazu erzogen werden, und sich selbst dazu erziehen: aber man kann durch keine menschliche Kunst dazu gemacht werden.“ – Johann Gottlieb Fichte

Johann Gottlieb Fichte ist einer der Hauptvertreter des Deutschen Idealismus, der sich in Deutschland in Folge der „kopernikanische Wende“ Immanuel Kants am Ende des 18. Jahrhunderts entwickelte. Diese begriffliche „Revolution“ besteht darin, die Rangfolge in der Subjekt-Objekt-Beziehung umzukehren, indem dem „transzendentalen Subjekt“, der Möglichkeitsbedingung der empirischen Welt und allen Wissens, der Vorrang eingeräumt wird. Indem er das Prinzip des transzendentalen Subjekts zur Erklärung der Entstehung der empirischen Realität aufgreift, vertritt Fichte eine idealistische Position kantschen Typs, radikalisiert sie jedoch bis zur Bedeutungsänderung und lehnt insbesondere die kantische Idee eines „unerkennbaren“ Dings an sich ab, in dem die Realität der Phänomene liegt.
Fichtes Philosophie basiert auf seinem Begriff des „absoluten Ich“, das in seinem ersten System das ultimative und unübertreffliche Prinzip der Realität bezeichnet. Fichte fragt sich, wie die unbedingte Freiheit, die er für das absolute Ich beansprucht, mit der ihm durch die Dynamik des äußeren Universums auferlegten Begrenzung in Einklang gebracht werden kann. Eine Möglichkeit, die Antwort auf die Frage zu betrachten, besteht darin, zu berücksichtigen, dass das Ich das „Nicht-Ich“ erschafft, indem es sich selbst begrenzt, die äußere Realität (das „Nicht-Ich“) somit vollständig vom Ich abhängig ist. Fichte nennt „Imagination“ diejenige Tätigkeit, durch die im Ich Vorstellungen entstehen, wenn es sich auf diese Weise durch das Nicht-Ich beschränkt.
Für Fichte ist das „Ich“ das einzige Prinzip aller Wirklichkeit. Es ist unbedingt (d. h. absolut), was bedeutet, dass es sich selbst gesetzt hat. Dieses absolut freie Ich stellt sich selbst dar und kann als „Ursache seiner selbst“ und „absolutes Ich“ bezeichnet werden. Wenn es in gewissem Sinne „jedermanns Ich“ ist, erscheint es nicht gemäß den empirischen Bestimmungen unseres Bewusstseins, weil es die Grundlage allen Bewusstseins ist. In diesem Sinne sollte es nicht mit Selbstbewusstsein verwechselt werden. Tatsächlich kann das absolute Ich, sofern es unendlich ist, nicht das Selbstbewusstsein sein, das endlich ist; es ist, auf einer tieferen Ebene angesiedelt, die Möglichkeitsbedingung dieses Bewusstseins. Das Bewusstsein hat daher paradoxerweise eine unbewusste Grundlage. Diese unbewusste Grundlage des Bewusstseins ist die reine ursprüngliche Aktivität des „absoluten Ich“, das alles hervorbringt.
Der Fichtesche Idealismus hat einen praktischen Zweck. Tatsächlich liegt das für das Reale konstitutive Prinzip der Selbstbeschränkung des Ichs in der Charakterisierung des absoluten Ichs als unendlicher Anstrengung: Das Ich braucht den Widerstand des Nicht-Ichs, um durch das Streben nach Überwindung fähig zu sein, ihm eine praktische Dimension zu geben. Der Schock und der Widerstand der Objekte des Nicht-Ich, assimilierbar einer reaktiven Kraft, bilden dann zusammen die Bedingung dafür, dass sich die freie Aktivität des Ichs darin widerspiegelt, damit das Subjekt sich seiner selbst bewusst wird und als moralisch bestimmen kann. Fichte wird sein philosophisches System in dieser Perspektive als „realistischen Idealismus“ und nicht als subjektiven Idealismus definieren, weil es die Anwesenheit einer Kraft (des Nicht-Ich) unabhängig vom Bewusstsein des endlichen Ich begründet.

### Absoluter Idealismus
Im absoluten Idealismus wurde in der deutschen Philosophie des 19. Jahrhunderts versucht, die Subjekt-Objekt-Spaltung des kantischen Idealismus zu überwinden. Dieser wurde von Schelling als objektiver Idealismus dem Ansatz eines „subjektiven Idealismus“ gegenübergestellt. Dabei werden etwa Berkeley und Kant gleichermaßen als „Subjektivisten“ verstanden. Hegels System versucht, in seiner Dialektik diesen Dualismus zwischen an und für sich und ‚für uns‘ aufzuheben. Die geistige Welt der Ideen und die materielle objektive Welt der Fakten und Gegenstände werden zu einer Einheit durch den geschichtlichen Begriff der Vernunft. Der Idealismus hebt dadurch sich selbst in die Realität auf.

#### Schellings Identitätsphilosophie

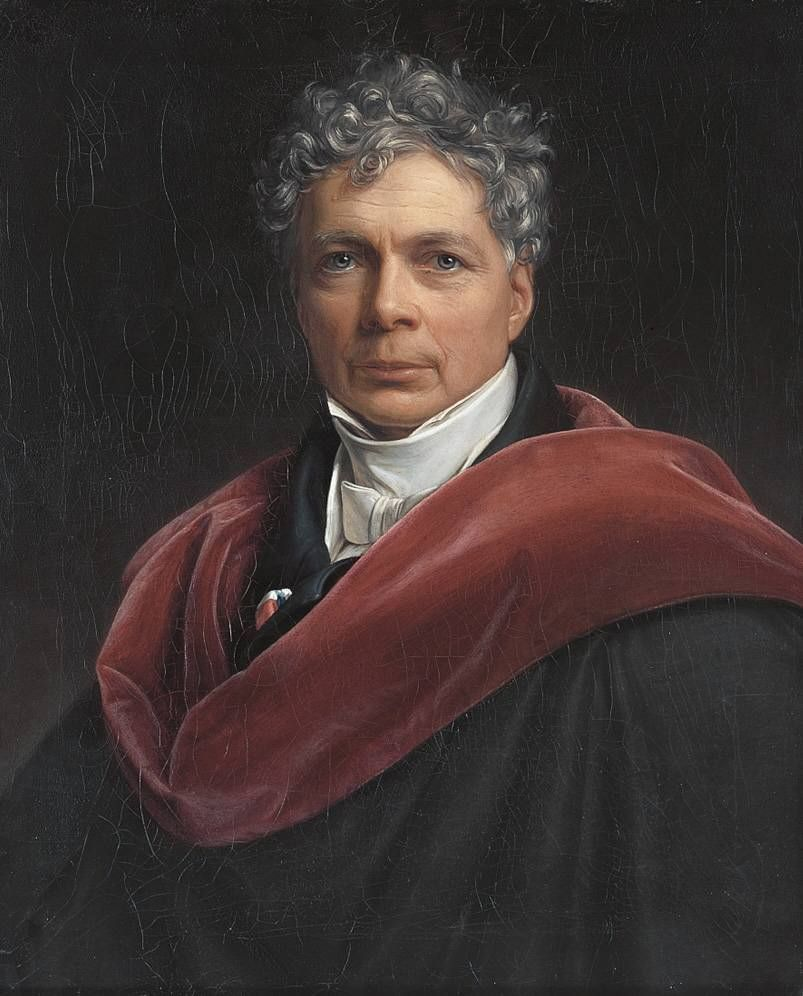
„Alles Philosophieren besteht in einem Erinnern des Zustandes, in welchem wir eins waren mit der Natur.“ – Friedrich Wilhelm Joseph Schelling

Am Ende des 18. Jahrhunderts schrieb Friedrich W. J. Schelling, ein junger deutscher Philosoph, der sich vor allem auf Fichte bezog, eine Reihe von Werken, die die Lehre seines Meisters interpretierten. Insbesondere verleiht er der „Natur“ einen positiven Status, der nicht mehr als einfache Negation des „Ichs“, sondern als objektiver Pol des „Geistes“, seiner äußeren Manifestation, interpretiert wird. Dann, ab 87, dem Datum, an dem er seinen Text Von der Weltseele veröffentlichte, gab er das Fichtesche Projekt auf, das Reale auf der Grundlage des subjektiven Prinzips des „absoluten Ich“ zu begründen, um seine eigene Philosophie zu begründen, die in direkter Verbindung mit der romantische Bewegung, der deutschen Naturphilosophie und Mystik dieser Zeit, steht.
Das gesamte Projekt des ersten Schelling bestand darin, den Kantianismus und das Denken von Fichte mit dem von Spinoza in Einklang zu bringen, indem er die beiden Facetten des Absoluten enthüllt, nämlich Geist und Natur. Angesichts des Scheiterns dieses Versuchs unternahm Schelling dann den Versuch, die Fichtesche Ich-Philosophie zu „naturalisieren“, indem er dem Objekt selbst – der Natur – eine Aktivität der Selbsterzeugung zuschrieb. Indem er deduktiv vorgeht, legt er in seiner Selbstkonstruktion die Bedingungen der Möglichkeit konkreter Erfahrung fest und konstatiert die absolute „Identität“ von Natur und Geist. Diese Identität führt zu völliger Symmetrie zwischen ihnen sowie zwischen ihren verschiedenen Variationen. Es führt dazu, dass das eine auf der Ebene des Erscheinungsbilds zum Negativ des anderen wird. Somit ist „die Natur der unsichtbare Geist, der Geist die unsichtbare Natur“. Aber diese beiden Prinzipien sind tatsächlich eins. Ich und Nicht-Ich, Subjekt und Objekt, Phänomen und Ding an sich gehen selbst wieder in diese Grundeinheit auf, die die Vernunft nur durch Aufspaltung, durch „Dialektisierung“ erfassen kann.
In Anlehnung an die neuplatonische Tradition stellt sich Schelling die Realität der Welt als eine undifferenzierte Wesenseinheit vor; es gebe daher seiner Meinung nach keinen Grund, sich der idealen Welt und der realen Welt entgegenzustellen. Geist und Natur sind nur die beiden Facetten ein und desselben Wesens, des „Einen“, des Absoluten. Dies ist weder Subjekt noch Objekt, weder Geist noch Natur, sondern die Identität oder Gleichgültigkeit ihrer Gegensätze. In den Tiefen der Dinge gibt es das Absolute, das die gleichgültige Identität von Subjekt und Objekt ist; an der Spitze der Philosophie steht die intellektuelle Intuition dieses Absoluten, unter der die prälogische Identität von Subjekt und Objekt verstanden wird. Aus dem Absoluten, dem ersten Grund aller Dinge, der selbst für die allgemeine Vernunft unergründlich und dem Bewusstsein unzugänglich ist, entsteht die Bipolarität des Bewusstseins und die Spaltung zwischen Natur und Geist. Obwohl scheinbar widersprüchlich, existieren die beiden objektiven und subjektiven Pole des Bewusstseins nebeneinander und entwickeln sich parallel, wodurch ihre tiefe Identität und die perfekte Übereinstimmung von Natur und Geist zum Ausdruck kommen. Eine solche Beziehung erklärt, warum der „Rhythmus“ der Natur – ihre Organisation und Entwicklung – derselbe ist wie der des Geistes und dass er immer „logisch“ oder „ideal“ (je nach Vernunft) ist.
Die These der Geist-Natur-Identität im Absoluten wird von Schelling als „Identitätsphilosophie“ bezeichnet. Diese Philosophie fällt unter den „Deutschen Idealismus“ in dem Sinne, dass sie, wie bei Fichte und Hegel, zur „Idealisierung“ der Welt führt. Schelling greift jedoch weder auf Fichtes „Absolutes Ich“ noch auf den Gott der Theologie, noch nicht einmal auf die Lebendigkeit der pantheistischen Philosophie zurück und macht die scheinbare Idealität der Welt zur Konsequenz eines grundlegenderen Prinzips, aus dem alles Geistige hervorgeht, aber das selbst kein Geist ist.

#### Hegels spekulatives System

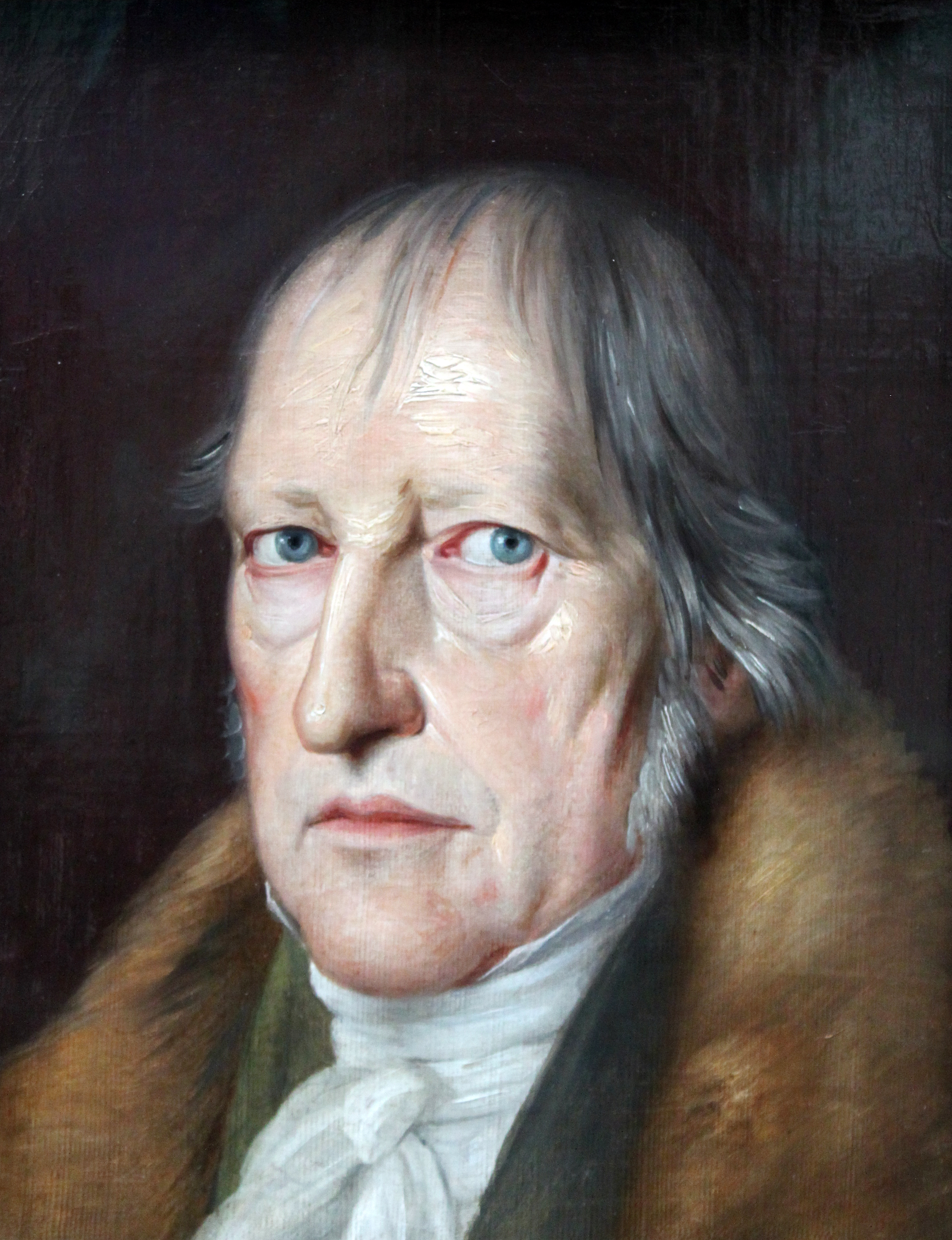
„Gesunder Menschenverstand? Die Denkweise einer Zeit, in der alle Vorurteile dieser Zeit enthalten sind – die Denkbestimmungen regieren ihn, ohne dass er ein Bewusstsein darüber hat.“ – Georg Wilhelm Friedrich Hegel

Mit G. W. F. Hegel erhielt der absolute Idealismus einen systematischen Aspekt, der das europäische philosophische Denken nachhaltig prägen sollte. Hegels Idealismus, der zunächst dem Schellings mit seinen Thesen von der Subjekt-Objekt-Identität und dieser einzigartigen Grundlage der Existenz nahesteht, entfernt sich schließlich deutlich davon, indem er das Subjekt und das Objekt auf die Seite der Abstraktionen verbannt, über die man hinausgehen kann, indem man einen grundsätzlich intellektualistischen Ansatz verfolgt. Damit weicht er von der klassischen Ontologie und ihrem als kindisch empfundenen Realismus ebenso ab wie von der auf einem „Ich denke“ (Cogito) basierenden „Metaphysik der Subjektivität“ und kündigt, so der Hegel-Spezialist Louis Carré, zeitgenössische Versuche an (neofreudianisch, postwittgensteinianisch), die die psychologische Realität als ein „Es denkt“ begreifen, also als einen vom „Ich“ unabhängigen mentalen Prozess.
Bei Hegel wird der absolute Idealismus als konkretes Denken verstanden, das über die alten begrifflichen Gegensätze hinausgeht. Es soll die einzige Lösung für das Problem darstellen, dass die Realität selbst, anders als Kant glaubte, letztlich erkennbar und begreifbar ist, und zwar immer als Ganzes. Während die Lösung des Problems der Erkenntnis des Realen bisher nur auf der Grundlage einer Erkenntnistheorie ins Auge gefasst wurde, kündigt sie sich bei Hegel als ontologische Wahrheit an, die in der Identifizierung von Sein (oder Realität) und Denken besteht. Damit ein Verständnis der Realität möglich ist, muss sich die Realität einem Erklärungsprinzip unterwerfen können und in diesem Sinne mit dem Denken identisch sein. Darüber hinaus kann der notwendigerweise logische Charakter der Welt, die völlig den formalen Regeln des Denkens unterliegt, nur dadurch erklärt werden, dass sie mit diesen die gleiche ideelle (oder intellektuelle) Natur teilt. Deshalb ist für Hegel Philosophie nur insofern möglich, als sie voraussetzt, dass Sein dasselbe ist wie Denken, und in diesem Sinne müssen wir seinen berühmten Satz verstehen: „Jede Philosophie ist wesentlich Idealismus“.
Hegels absoluter Idealismus erhebt den Anspruch, die Einheit von Sein und Denken anhand einer neuen philosophischen Methode namens „spekulativ“ zu demonstrieren, die neue Konzepte und Regeln der Logik erfordert, einschließlich Widerspruch und Bewegung. „Vernunft“, das Prinzip aller Dinge, besteht nach Hegel im Wesentlichen aus einer widersprüchlichen und totalisierenden Dynamik, aus einem allgemeinen historischen und dialektischen Prozess, der neue und immer komplexere Seins- und Bewusstseinsformen hervorbringt. Diese Dynamik ist sowohl die des „Geistes“ als auch die der „Natur“. Es bringt die gesamte wirksame Vielfalt der Welt hervor und bildet den „Begriff“, mit dem wir es denken und in seiner Bedeutung erfassen. Es entfaltet sich in einer Geschichte, die als geordneter Prozess der Selbstoffenbarung des Geistes beschrieben wird, der zu einem absoluten Selbstbewusstsein und zur vollkommenen Identität des Denkens mit dem ganzen Wesen führen muss.

#### Absoluter Monismus in Großbritannien

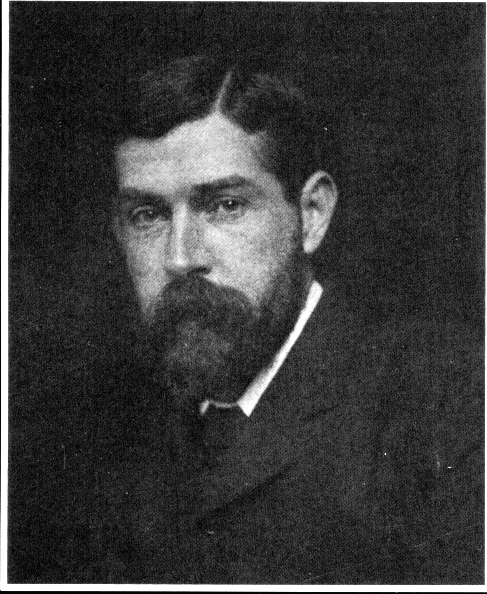
F. H. Bradley gilt als einer der Hauptvertreter des britischen Idealismus, welcher sich als „Neo-Hegelianismus“ bezeichnete, ohne dabei die konkrete philosophische Methode Hegels zu teilen.

Im britischen, insbesondere englischen akademischen Kontext bezeichnet „absoluter Monismus“ eine Strömung des „britischen Idealismus“, welche den Anspruch erhebt, eine Form des „Neo-Hegelianismus“ zu sein. Allerdings wird Hegels dialektische Methode dort vernachlässigt, ja sogar bestritten. Diese philosophische Bewegung entwickelte sich in der zweiten Hälfte des 19. Jahrhunderts. Der britische Idealismus erreichte zu Beginn des 20. Jahrhunderts im Wesentlichen seinen Höhepunkt, bevor er in eine Phase des Niedergangs eintrat und in den 1940er Jahren fast vollständig zugunsten der analytischen Philosophie verschwand. Der britischen Idealismus wurde von den Vorläufern der analytischen Philosophie, allen voran Bertrand Russell und G. E. Moore, auf das Schärfste kritisiert.
Der wichtigste Vertreter der ersten Generation britischer Idealisten war F. H. Bradley. In seinem Hauptwerk Appearance and Reality argumentiert er auf der Grundlage des Satz vom Widerspruch: Was widersprüchlich ist, kann nicht sein. Bradley enthüllt dann die Widersprüche, die in unserer gewöhnlichen Vorstellung von Realität enthalten sind, etwa wenn wir glauben, dass die Realität aus Objekten besteht, die unabhängig voneinander und unabhängig von der Erfahrung sind, die wir mit ihnen machen. Für ihn haben Pluralismus und Realismus, philosophische Erweiterungen dieser gewöhnlichen Vorstellung, widersprüchliche Konsequenzen und müssen daher zugunsten der Idee abgelehnt werden, dass „die Realität eins ist“ und dass sie sowohl „Gedanke“ als auch „Erfahrung“ ist. Sobald der Geist als der Prozess verstanden wird, durch den das „Absolute“ erreicht wird, werden das Subjektive und das Objektive nicht mehr durch Darstellungen getrennt, sondern zu Differenzierungen einer globalen Einheit. Bradley beansprucht für seine Philosophie die Bezeichnungen „Monismus“ und „absoluter Idealismus“, obwohl sich seine Lehre nicht direkt in die Tradition des Hegelianismus einfügt.
Bradleys Idealismus sowie die Positionen anderer britischer Idealisten müssen außerdem klar vom subjektiven Idealismus Berkeleys oder Fichtes unterschieden werden. Tatsächlich hat dieser Monismus zur Konsequenz, dass Erfahrung keine Repräsentation für ein Subjekt ist, das als eine Entität außerhalb dieser Erfahrung betrachtet werden müsste, denn in diesem Fall gäbe es keinen „Monismus“ mehr. Einer der beiden Begriffe der Subjekt-Objekt-Beziehung muss daher verschwinden, und Bradley stellt klar, dass wir „die Idee eines Selbst aufgeben müssen, das aus sich selbst heraus existiere oder real sein könnte“. Wie Bradley lehnen absolute Monisten alle Pluralismen und Dualismen ab und versuchen zu zeigen, dass es keine absoluten ontologischen Trennungen geben kann, etwa zwischen Geist und Natur, denkendem Subjekt und gedachtem Objekt, oder zwischen Selbst und Anderen.
Die Position des absoluten Monismus wurde erstmals explizit von Bernard Bosanquet entwickelt, der seit seiner ersten Veröffentlichung im Jahr 1883 auch der Erste zu sein scheint, der eine Kohärenztheorie der Wahrheit vertritt. Seit Beginn des 20. Jahrhunderts war der absolute Monismus Gegenstand mehrerer Kritiken der dritten Generation britischer Idealisten. Einige von ihnen, wie J. M. E. McTaggart, lehnen die monistischen Standpunkte ab und vertraten stattdessen einen „pluralistischen“ und „personalistischen“ Bezug zur Realität.

## Kritik

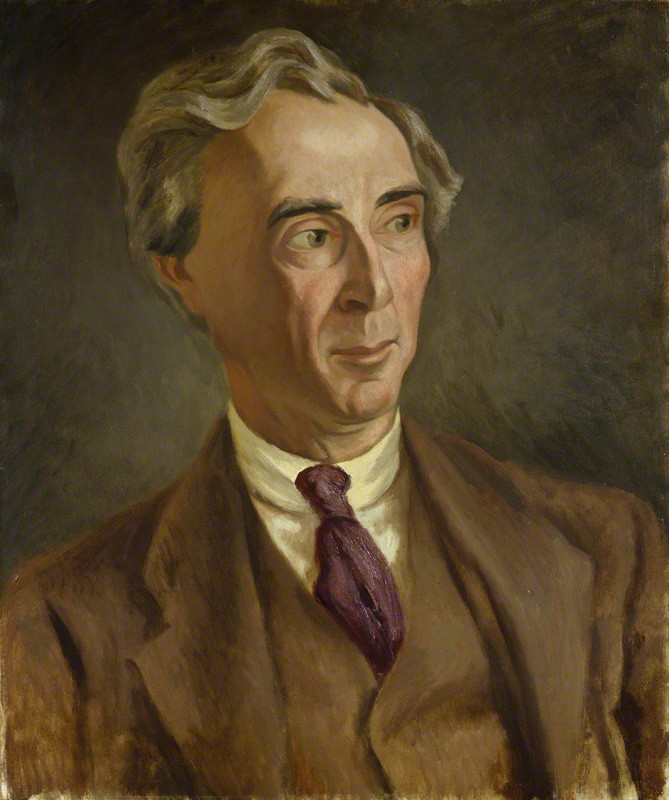
Porträt von Bertrand Russell (1923): Seine Texte beförderten den Niedergang des britischen Idealismus und führten zum Aufkommen der analytischen Philosophie in England.

Der Idealismus wurde seit seiner Entstehung immer wieder in Frage gestellt, und die Kritik an ihm ist so vielfältig wie die verschiedenen Formen des Idealismus. Der englische Philosoph und Logiker Bertrand Russell trug Anfang des 20. Jahrhunderts mit einer Reihe von einflussreichen Kritiken am subjektiven bzw. transzendentalen Idealismus, sowie am absoluten Idealismus hegelscher Prägung zum Niedergang des britischen Idealismus und zur Entstehung der analytischen Philosophie bei.

Unter anderem führt Russell das Argument des infiniten Regresses ins Feld. Er kritisiert dabei die Vorstellung, dass die Existenz der Dinge von einem erkennenden Subjekt abhängen würden, etwa aufgrund einer erkenntnistheoretischen Beziehung, die es mit dem erkannten Objekt verbindet. Aus dieser Perspektive scheint die Existenz des Subjekts selbst von einem anderen erkennenden Subjekt abhängig zu sein, dessen Existenz wiederum von der Existenz eines anderen erkennenden Subjekts abhängt, und so weiter. Russell selbst vertrat jedoch zu Beginn seiner akademischen Laufbahn idealistische Positionen, bevor er den Idealismus insgesamt ablehnte. So schreibt er in Die Entwicklung meines Denkens zu seiner Position:
„Ich war damals ein überzeugter Hegelianer und strebte eine vollständige Dialektik der Wissenschaften an, die durch den Nachweis des mentalen Charakters der gesamten Wirklichkeit gekrönt werden sollte [...] Wo Hegel und Kant im Konflikt standen, ergriff ich Partei für Hegel [...] Was ich von 1896 bis 1898 über die Philosophie der Physik schrieb, erscheint mir, wenn ich es heute wieder lese, völlig absurd, und es fällt mir schwer, mir vorzustellen, wie ich jemals anders hätte denken können. Glücklicherweise änderte ich, bevor irgendetwas von meiner damaligen Arbeit zur Veröffentlichung bereit war, meine Philosophie vollständig und begann alles zu vergessen, was ich in diesen zwei Jahren getan hatte. Dennoch mögen meine Notizen aus dieser Zeit von historischem Interesse sein und obwohl sie mir fehlerhaft erscheinen, glaube ich nicht, dass sie es viel mehr sind als Hegels Schriften.“
George Edward Moore, ein weiterer bedeutender Wegbereiter der analytischen Philosophie in England, griff 1925 in einem Aufsatz mit dem Titel A Defense of Common Sense  den Idealismus und die damit verbundene philosophischen Skeptizismus an. In diesem Text argumentiert Moore, dass der Idealist auf die Frage nach der Existenz der Außenwelt nicht mehr plausible Gründe für die Akzeptanz seiner metaphysischen Prämissen liefern kann, als der Anhänger einer Philosophie des common sense. In seinem Text Proof of an External World aus dem Jahr 1939 beruft er sich gerade auf den gesunden Menschenverstand, um die dem Idealisten zugeschriebene skeptische Haltung zu diskreditieren. Er illustriert dies, indem er seine rechte Hand hebt und sagt: „Hier ist eine Hand“. Dann hebt er seine linke Hand und fügt hinzu: „Hier ist eine andere“, und kommt dann zu dem Schluss, dass es mindestens zwei äußere Objekte in der Welt gibt und er daher weiß, dass es eine äußere Welt gibt, die existiert. Allgemeiner betont Moore die Tatsache, dass die skeptischen Argumente der Idealisten offenbar ausnahmslos einen Appell an „philosophische Intuitionen“ erfordern, die wir mit erheblich weniger Argumenten zu akzeptieren bereit sind, als die Prämissen des gesunden Menschenverstandes, die diese Intuitionen widerlegen.

## Zeitgenössische Vertreter

### Thomas Nagel

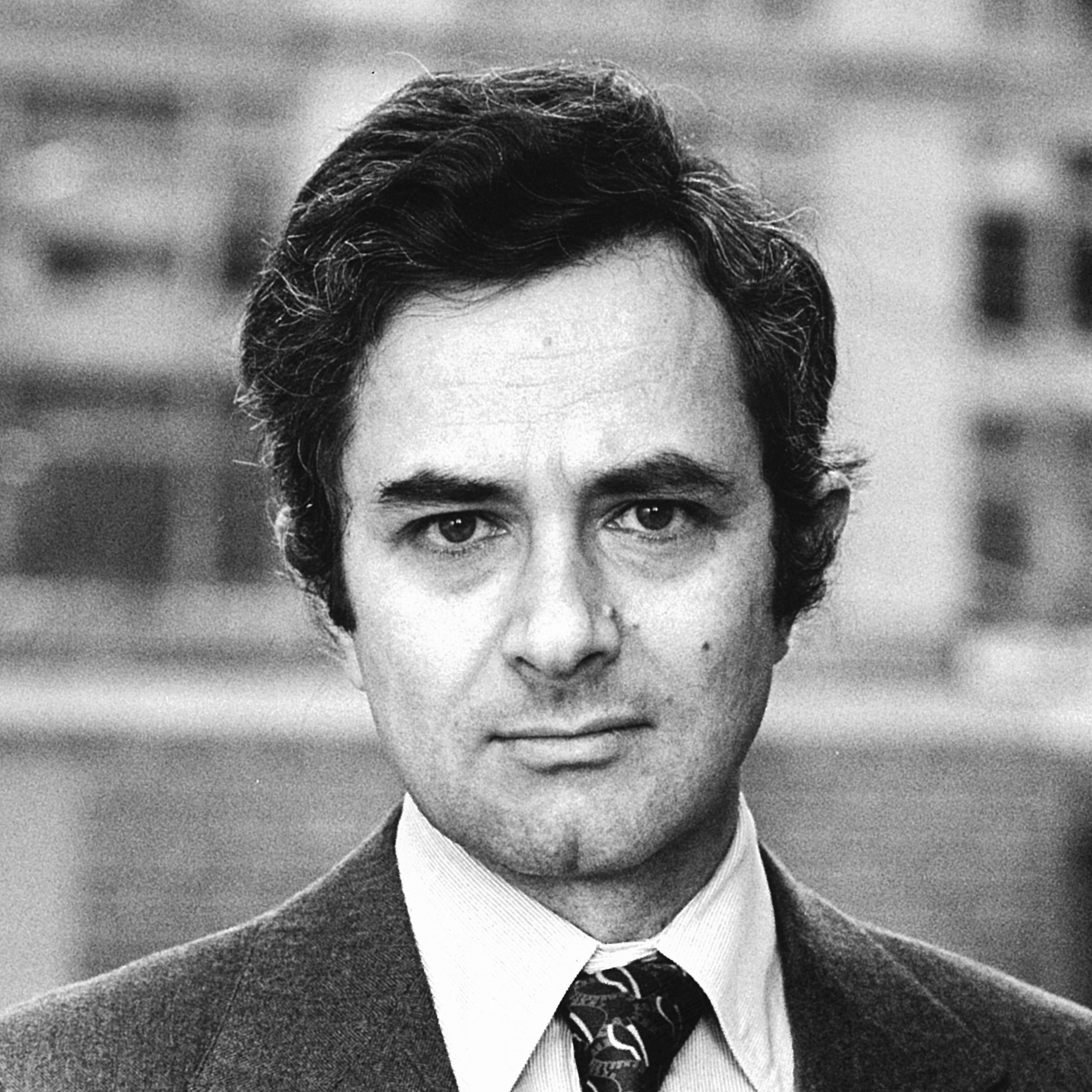
Thomas Nagel gilt als einer der bedeutendsten modernen Vertreter des Idealismus

Der amerikanische Philosoph Thomas Nagel hat sich in seinem 2012 erschienenen Buch Geist und Kosmos als Idealist bezeichnet. Er grenzt sich dabei explizit gegen den Materialismus und den neodarwinistischen Ansatz in der Philosophie des Geistes ab. Für ihn können der Materialismus und naturalistische Vorstellungen vom Geist die Erscheinung des Bewusstseins nicht erklären, genauso wenig, wie sie erklären können, dass die Welt für uns verständlich ist. Dies führt ihn dazu, eine Position einzunehmen, die Platons „objektivem Idealismus“ nahesteht.
„Die Idee, dass die rationale Erkennbarkeit der Welt die Wurzel der natürlichen Ordnung ist, macht mich zu einem Idealisten im weitesten Sinne. Allerdings bin ich kein subjektiver Idealist, da ich nicht so weit gehe zu behaupten, dass alle Realität letztlich nur Schein ist. Ich bin ein objektiver Idealist in der Tradition Platons und vielleicht auch einiger Postkantianer, die wir normalerweise absolute Idealisten nennen, wie Schelling oder Hegel […]: Reiner Empirismus reicht nicht aus.“
Für Nagel können die Existenz des Geistes und die Erkennbarkeit der Welt vernünftigerweise nicht als bloße Zufälle angesehen werden. Es besteht eine notwendige Verbindung zwischen dem Geist und der natürlichen Ordnung, die in zwei Richtungen betrachtet werden muss: Die erste davon ist in der Beziehung der Produktion gegeben, die von der Natur zu den bewussten Wesen geht, die sie hervorbringt. Die zweite Richtung ist in der Anpassungsbeziehung gegeben, die von der Existenz eines bewussten Geistes ausgeht, um die Welt zu etwas zu machen, das von ihm verstanden werden kann.
„Aus dieser Perspektive ist der Geist doppelt mit der Natur verbunden. Die Natur ist so beschaffen, dass sie bewusste Wesen hervorbringt, die mit Geist ausgestattet sind, und die von ihnen verstanden werden kann […]. Dies sind grundlegende Merkmale des Universums und keine Nebenprodukte zufälliger Entwicklungen, deren tatsächliche Erklärung in Begriffen gegeben wird, die sich nicht auf den Geist beziehen.“

### Vittorio Hösle

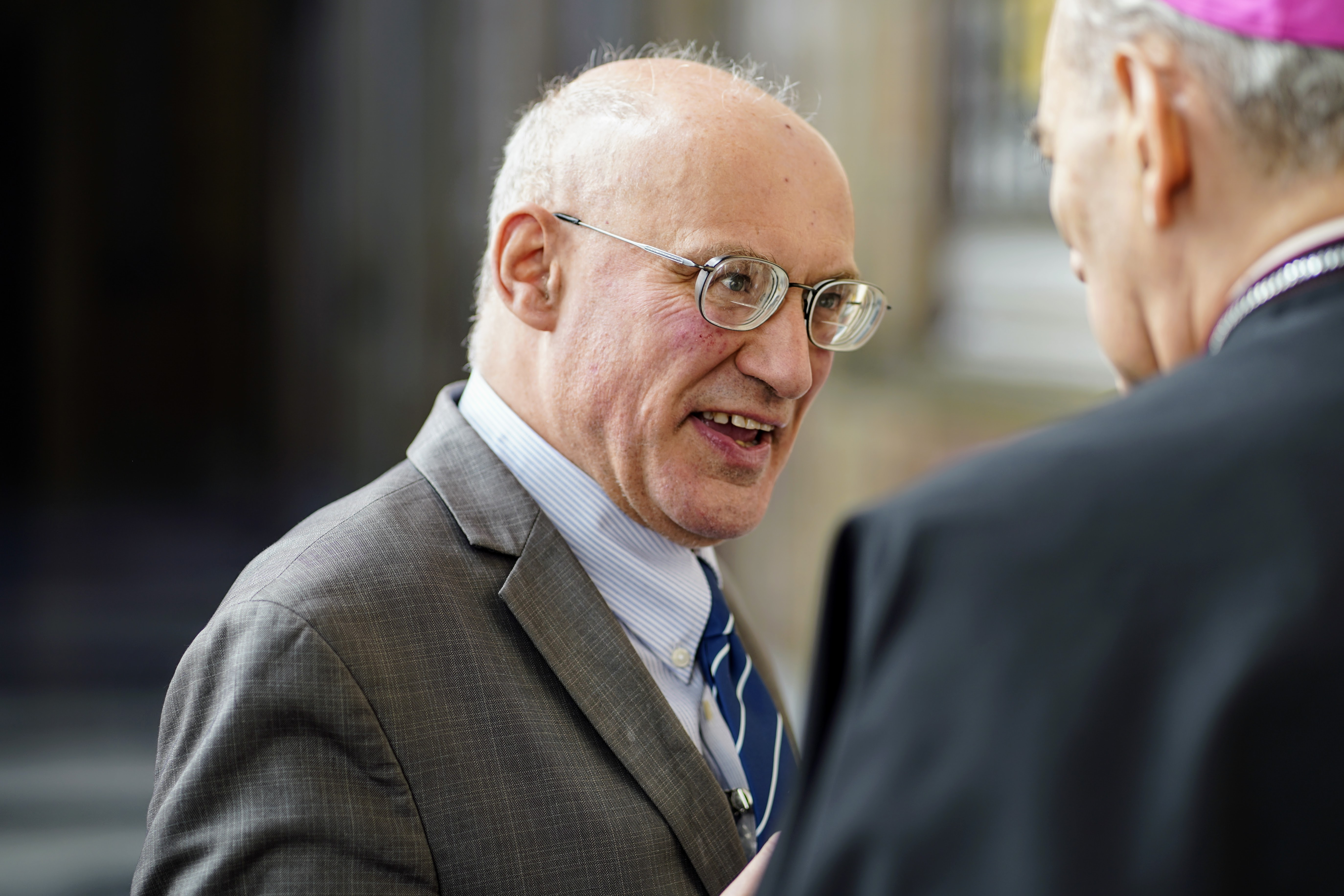
Vittorio Hösle sieht sich in der Tradition Platons und Hegels, die er mit der Transzendentalpragmatik von Karl-Otto Apel verbindet

Vittorio Hösle ist ein deutscher Philosoph, der an der University of Notre Dame in Indiana lehrt. Hösle vertritt einen Idealismus, den er selbst in der Tradition von Platon und Hegel als objektiven Idealismus bezeichnet. Diese Tradition verbindet er mit der Transzendentalpragmatik von Karl-Otto Apel. Hösle definiert den objektiven Idealismus dabei so:
„Der objektive Idealismus nimmt erstens an, dass es neben Physischem und Mentalem Ideales gibt, dass zweitens innerhalb dieser idealen Strukturen Werte eine Sonderstellung haben und dafür verantwortlich sind, dass die Welt so ist, wie sie ist, drittens, dass die Erkennbarkeit der idealen Welt durch den endlichen Geist kein kontingentes Faktum ist, sondern aus diesen Werten folgt. Die Erkenntnis der idealen Welt ist nicht empirischer Natur, aber dennoch gültige Erkenntnis.“
Für Hösle (wie für Nagel) ist die Welt dabei notwendig so beschaffen, dass wir sie erkennen können. Dazu führt Hösle aus, dass sich diese Position zwangsläufig aus der intersubjektiven Struktur des Diskurses ergeben muss:
„Jeder Philosoph, auch der Skeptiker, beansprucht Wahrheit. Eine philosophische Theorie muss diesen prinzipiellen Wahrheitsanspruch einholen (der nicht dadurch in Frage gestellt wird, dass wir alle fehlbar sind). Die Welt muss in einer bestimmten Weise strukturiert sein, um erkennbar zu sein, und der menschliche Geist muss bestimmte Leistungen vollbringen, um das eigene Philosophieren überhaupt ernst nehmen zu können. Viele Philosophien vernichten dagegen ihren eigenen Wahrheitsanspruch oder deklassieren ihn zu einem kontingenten Ereignis, wie etwa im Rahmen einer naturalistischen evolutionären Erkenntnistheorie.“

### Klassische Texte
Ideenrealismus
- Platon: Der Staat. Übersetzt und herausgegeben von Gernot Krapinger. Reclam, Stuttgart 2017, ISBN 978-3-15-011142-0.

Objektiver Idealismus
- Gottfried Wilhelm Leibniz: Monadologie (Französisch/Deutsch). Übersetzt und herausgegeben von Hartmut Hecht. Reclam, Stuttgart 1998, ISBN 3-15-007853-9.
- Charles Sanders Peirce: The Architecture of Theories. In: The Monist, vol. 1, Nr. 2 (1891), S. 161–176. (Digitalisat)

Subjektiver Idealismus
- George Berkeley: Eine Abhandlung über die Prinzipien der menschlichen Erkenntnis. Reclam, Stuttgart 2005, ISBN 3-15-018343-X.
- Gottlieb Fichte: Grundlage der gesammten Wissenschaftslehre : als Handschrift fuer seine Zuhoerer.  Gabler, Leipzig 1794. (Digitalisat)

Transzendentaler Idealismus
- Immanuel Kant: Kritik der reinen Vernunft. Meiner Verlag, Hamburg 1998, ISBN 3-7873-1319-2. (Digitalisat)
- Arthur Schopenhauer: Die Welt als Wille und Vorstellung. Meiner Verlag, Hamburg 2020, ISBN 978-3-7873-3543-5.

Absoluter Idealismus
- Friedrich Wilhelm Joseph Schelling: Ueber das Verhältniß des Realen und Idealen in der Natur. Historisch-kritische Ausgabe, herausgegeben von Ives Radrizzani. Werke 16,.1. frommann-holzboog Verlag, Stuttgart 2022, ISBN 978-3-7728-2646-7, S. 167–201.
- Georg Wilhelm Friedrich Hegel: Enzyklopädie der philosophischen Wissenschaften. [1830]. 3 Bände. Redaktion: Eva Moldenhauer, Karl Markus Michel. Suhrkamp, Frankfurt am Main, 1970, ISBN 3-518-09718-0.
- Bernard Bosanquet: Knowledge and Reality.  Paul Kegan, London 1885. (Digitalisat)
- Francis Herbert Bradley: Appearance and Reality. Clarendon Press, Oxford 1893. (Digitalisat)

### Zeitgenössische Werke
Objektiver Idealismus
- Vittorio Hösle: Philosophiegeschichte und objektiver Idealismus. C. H. Beck, München 1996.
- Thomas Nagel: Geist und Kosmos: Warum die materialistische neodarwinistische Konzeption der Natur so gut wie sicher falsch ist. Suhrkamp, Berlin 2013, ISBN 978-3-518-58601-3.

Absoluter Idealismus
Robert Brandom: Wiedererinnerter Idealismus. Aus dem Amerikanischen übers. von Falk Hamann und Aaron Shoichet. Suhrkamp, Frankfurt am Main 2015.
Einführungstexte
- Hans Jörg Sandkühler (Hrsg.): Handbuch Deutscher Idealismus. J. B. Metzler, Stuttgart 2005.
- Hans Jörg Sandkühler: Idealismus. In: Enzyklopädie Philosophie. 2. Auflage. Felix Meiner Verlag, Hamburg 2009.
- Oswald Schwemmer: Idealismus (systematisch), Idealismus, deutscher, Idealismus, transzendentaler. In: Jürgen Mittelstraß (Hrsg.): Enzyklopädie Philosophie und Wissenschaftstheorie. Bd. 2. Bibliographisches Institut, Mannheim u. a. 1984, S. 167–170, 170–172, 173–175.
- Karl Ameriks (Hrsg.): The Cambridge Companion to German Idealism. Cambridge University Press, Cambridge 2000.
- Otto Willmann: Geschichte des Idealismus. 3 Bände. Vieweg, Braunschweig 1894/96/97 (Digitalisate); auch in: Heinrich und Marga Bitterlich-Willmann (Hrsg.): Sämtliche Werke. Band I (1973), Band II (1975) und Band III (1979). Scientia, Aalen. ISBN 3-511-03709-3.
- Karen Gloy: Die Philosophie des deutschen Idealismus. Eine Einführung. Königshausen & Neumann, Würzburg 2021, ISBN 978-3-8260-7248-2.

Studien
- Werner Beierwaltes: Platonismus und Idealismus. Frankfurt am Main 1972. (2., durchgesehene und erweiterte Auflage. 2004, ISBN 3-465-03359-0).
- Dieter Henrich: Grundlegung aus dem Ich. Untersuchungen zur Vorgeschichte des Idealismus. Tübingen – Jena 1790–1794. Suhrkamp, Frankfurt am Main 2004, ISBN 3-518-58384-0.
- Martin Heidegger: Kant und das Problem der Metaphysik. 6. Auflage. Klostermann, Frankfurt am Main 1998, ISBN 3-465-02982-8.
- Jean Beaufret: Leçons de philosophie: Idéalisme allemand et philosophie contemporaine. Seuil, Paris 1989.
- Andreas Dorschel: Die idealistische Kritik des Willens. Meiner, Hamburg 1992.
- Gilles Deleuze: Kants kritische Philosophie. Merve Verlag, Berlin 1990 (orig. 1963).
- Alexandre Kojève: Hegel, eine Vergegenwärtigung seines Denkens. Übersetzt von Iring Fetscher. Kohlhammer, Stuttgart 1958, ab 1975 bei Suhrkamp, Frankfurt am Main, zahlreiche Auflagen, ISBN 3-518-27697-2.
- Alfred Cyril Ewing (Hrsg.): The Idealist Tradition: From Berkeley to Blanshard. Free Press, Glencoe, IL 1957.
- Vladimir Jankélévitch: L'Odyssée de la conscience dans la dernière philosophie de Schelling. Alcan, Paris 2005.
- Martin Heidegger: Die Metaphysik des deutschen Idealismus. Hrsg.: Günter Seubold, 1991. (2. Auflage 2006)
- Karen Gloy: Einheit und Mannigfaltigkeit. Eine Strukturanalyse des „und“. Systematische Untersuchungen zum Einheits- und Mannigfaltigkeitsbegriff bei Platon, Fichte, Hegel sowie in der Moderne. Berlin/New York 1981, ISBN 3-11-008418-X.
- Godfrey Vesey (Hrsg.): Idealism, Past and Present. Cambridge University Press, Cambridge, U.K. 1982.
- Rüdiger Bubner (Hrsg.): Deutscher Idealismus. Stuttgart 1978.